# Pueblos escitas

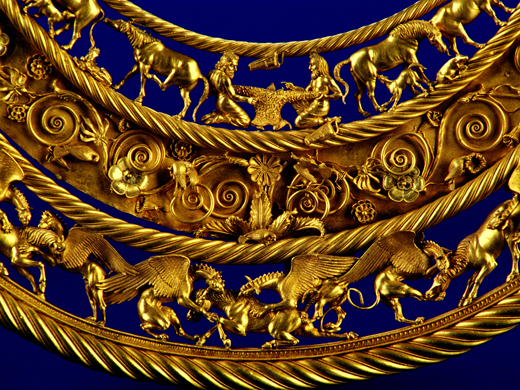
Pectoral dorado de Tovsta Mohyla, procedente de un kurgán real en Tovsta Mohyla, Pokrov, Ucrania, datado en la segunda mitad del siglo IV a. C., de manufactura griega. La banda central inferior muestra tres caballos, cada uno de ellos despedazado por dos grifos. El arte escita se centró especialmente en figuras de animales.

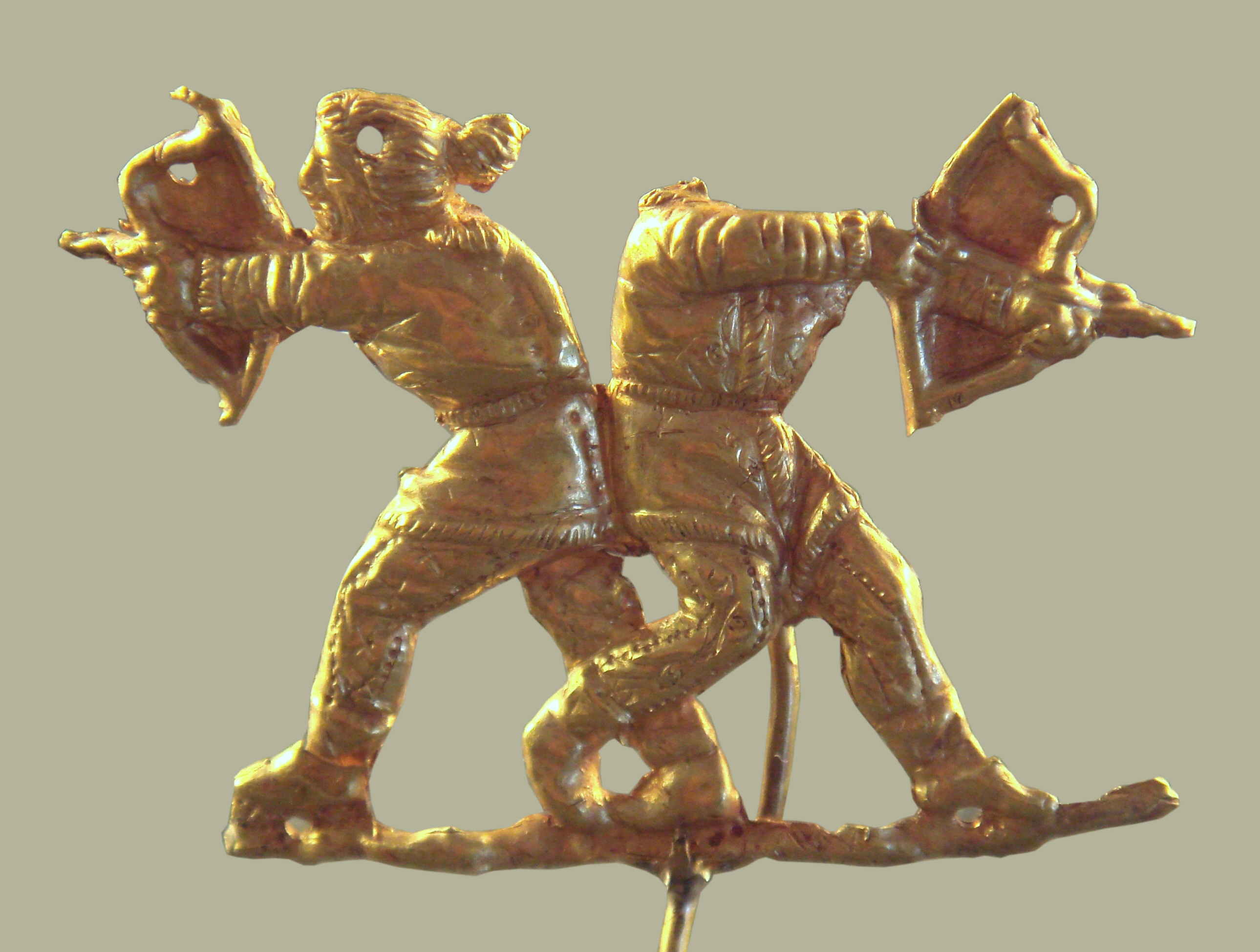
Arqueros escitas disparando con el arco escita, Kerch (antigua Panticapeo), Crimea, s. IV a. C. Los escitas fueron hábiles arqueros, y su estilo de arquería influyó en la de los persas y posteriormente otras naciones, incluyendo a los griegos.

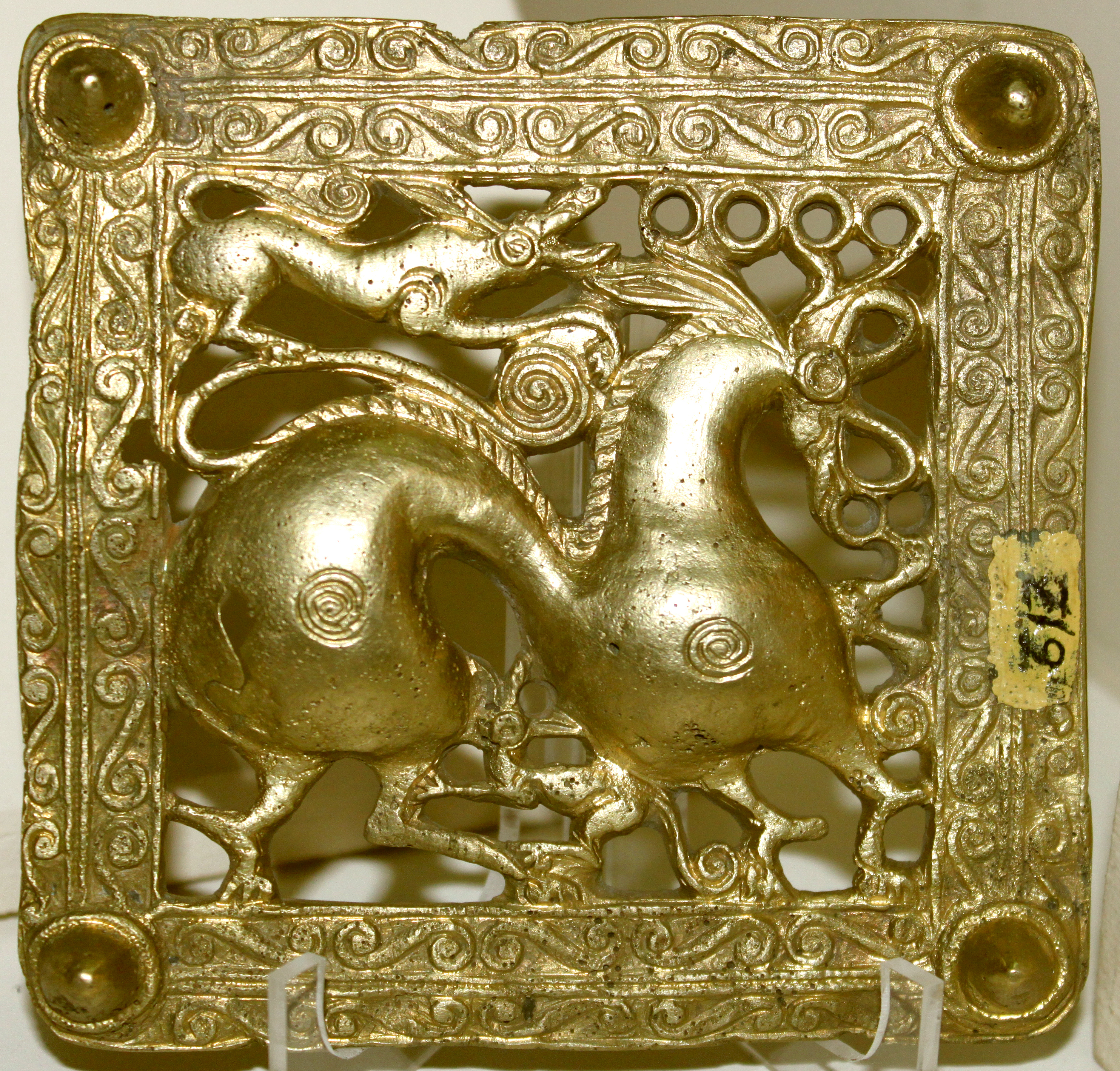
Placa de cinturón de oro escita, Mingachevir (antiguo reino escita), Azerbaiyán,

Escitas (en griego antiguo: Σκύθης Scýthēs o Σκύθοι Scýthoi; en un contexto indo-persa también Saka) era el nombre dado en la Antigüedad a los miembros de un grupo de pueblos de origen iranio, caracterizados por una cultura basada en el pastoreo nómada y la cría de caballos de monta. El etnónimo «escita» también ha sido usado para referirse a otros pueblos de costumbres similares o que ocuparon las regiones de Rusia, Ucrania y Asia Central, conocidas durante largo tiempo como Escitia. En sentido amplio se considera escita a nómadas euroasiáticos, probablemente la mayoría hablantes de lenguas iranias orientales; sería el antecesor del moderno osetio.
Fueron mencionados por los pueblos letrados que quedaban al sur de la zona donde habitaban, que eran amplias zonas de la estepa euroasiática occidental y central, desde alrededor del siglo IX a. C. hasta el siglo IV, ya de nuestra era. Los «escitas clásicos» conocidos para los antiguos historiadores griegos eran principalmente de origen iranio y se encontraban en el norte del mar Negro y la región del Cáucaso septentrional. Otros grupos escitas documentados por fuentes asirias, aqueménidas y chinas muestra que también vivían en Asia Central, donde eran conocidos como los Iskuzai /Askuzai, Saka (antiguo persa: Sakā; nuevo persa/en pastún: ساکا‎; sánscrito: शक Śaka; griego: Σάκαι; latín: Sacae), y Sai (en chino, 塞; chino antiguo: *sˤək), respectivamente.
Las relaciones entre estos pueblos, que vivían en zonas muy amplias y separadas, sigue sin estar clara, por lo que el término se usa tanto en sentido amplio como estricto. El término «escita» lo usan los académicos modernos en contextos arqueológicos para hablar de hallazgos que se cree muestran atributos de una cultura amplia «siberiano-escita», usualmente sin connotaciones étnicas o lingüísticas comunes. El término «escítico» también se ha usado de forma parecida, «para describir una fase especial posterior a la amplia difusión del nomadismo a caballo, caracterizado por la presencia de armas especiales, arreos de caballo y arte animalístico en placas de metal». Durante la Edad de Hierro, los territorios más occidentales se mencionaban en textos clásicos griegos como Escitia, por lo que en sentido estricto, «escita», se reduce a estas zonas hablantes de lenguas escito-sármatas. Sin embargo, es verdad que las diversas definiciones de la palabra «escita» llevan a cierta confusión.
Los escitas fueron de los primeros pueblos en dominar la guerra a caballo. Criaban manadas de caballos, ganado vacuno y ovejas, vivían en carretas cubiertas y luchaban con arcos y flechas a caballo. Desarrollaron una rica cultura caracterizada por tumbas opulentas, fina metalistería y un estilo artístico brillante. Algunos estudiosos de la materia han argumentando que en el siglo VIII a. C., un ataque escita sobre Altái podría estar relacionado «relacionar» a un ataque a la dinastía Zhou. Poco después, se expandieron hacia el oeste y conquistaron a los cimerios de la estepa póntica. En su apogeo, los escitas dominaron toda la estepa, extendiéndose desde los montes Cárpatos hasta el oeste al centro de China (Cultura de Ordos) y el sur de Siberia (Cultura de Tagar) en el este, creando lo que se ha llamado el primer imperio nómada de Asia central, aunque hay poco que pueda llamarse estado organizado.
Con base en lo que es hoy Ucrania, la Rusia europea meridional y Crimea, los escitas occidentales eran gobernados por una clase rica conocida como los Escitas Reales o Regios. Los escitas establecieron y controlaron la ruta de la seda, una vasta red comercial que conectaba Grecia, Persia, la India y China, contribuyendo quizás al florecimiento contemporáneo de aquellas civilizaciones. Trabajadores del metal sedentarios confeccionaban objetos decorativos para los escitas. Estos objetos sobreviven principalmente en metal, formando un arte escita distintivo. En el siglo VII a. C., los escitas cruzaron el Cáucaso y frecuentemente saquearon Oriente medio junto con los cimerios, teniendo un papel importante en los desarrollos políticos de la región.
Durante la Antigüedad clásica, los escitas dominaron la estepa póntica, la cual recibió el nombre de Escitia.
La arqueología ha descubierto testimonios de la cultura escita en los montículos funerarios de Ucrania y el sur de Rusia.
Se sabe que tuvieron sus antecedentes desde el año 2000 a. C., pero su primera aparición en la historia es una alianza con los asirios en el siglo VII - siglo VII a. C.  Siglos después colaboraron con los medos —tribu irania emparentada con los persas— para desmembrar al Imperio asirio.
Alrededor de 650–630 a. C., los escitas dominaron brevemente a los medos de la meseta iraní occidental, alcanzando con su poder las fronteras de Egipto. Después de perder el control sobre Media, los escitas continuaron interviniendo en los asuntos de Oriente Medio, con un papel destacado en la destrucción del Imperio asirio en el Saqueo de Nínive en el año 612 a. C. Los escitas posteriormente se implicaron en frecuentes conflictos con el imperio aqueménida. Los escitas occidentales sufrieron una gran derrota contra Macedonia en el siglo IV a. C.

Mapa geográfico de la influencia irania en el primer siglo a. C.
Área de dominación por los pueblos escitas.
Imperio parto.

En la Antigüedad tardía fueron sometidos por los sármatas, un pueblo culturalmente afín (iranio, procedía de Asia central) que terminó sustituyéndolos como amos de las estepas.
En el siglo II a. C., los escitas orientales (Saka) de la estepa euroasiática fueron atacados por los yuezhi, wusun y xiongnu, impulsando a muchos de ellos a emigrar hacia el Sur de Asia, donde pasaron a ser conocidos como indo-escitas.
En algún momento, quizá tan tarde como el siglo III de nuestra era después de la desaparición de la dinastía Han y los xiongnu, los escitas orientales cruzaron las montañas del Pamir y se asentaron en la cuenca del Tarim occidental, donde están documentados los idiomas escitas jotanés y tumshuqués en escrituras brahmi de los siglos X y XI. El reino de Jotán, al menos en parte saka, fue luego conquistado por el kanato qarajánida, que llevó a la islamización y turquificación del noroeste de China. En Europa oriental, a principios de la Edad Media, los escitas y los sármatas, tan estrechamente relacionados con ellos, fueron al final asimilados y absorbidos (esto es, eslavizados) por la población protoeslava de la región.
La mayor parte de lo que se conoce sobre los escitas procede de fuentes extranjeras, concretamente griegas y latinas. Las principales de ellas son el libro IV de la Historia de Heródoto (440 a. C.), la Geografía de Estrabón y el poema de Ovidio Epístola desde el Ponto, que describe principalmente la Escitia Menor, ambos de la misma época (circa 13 d. C.)

## Nombres y terminología

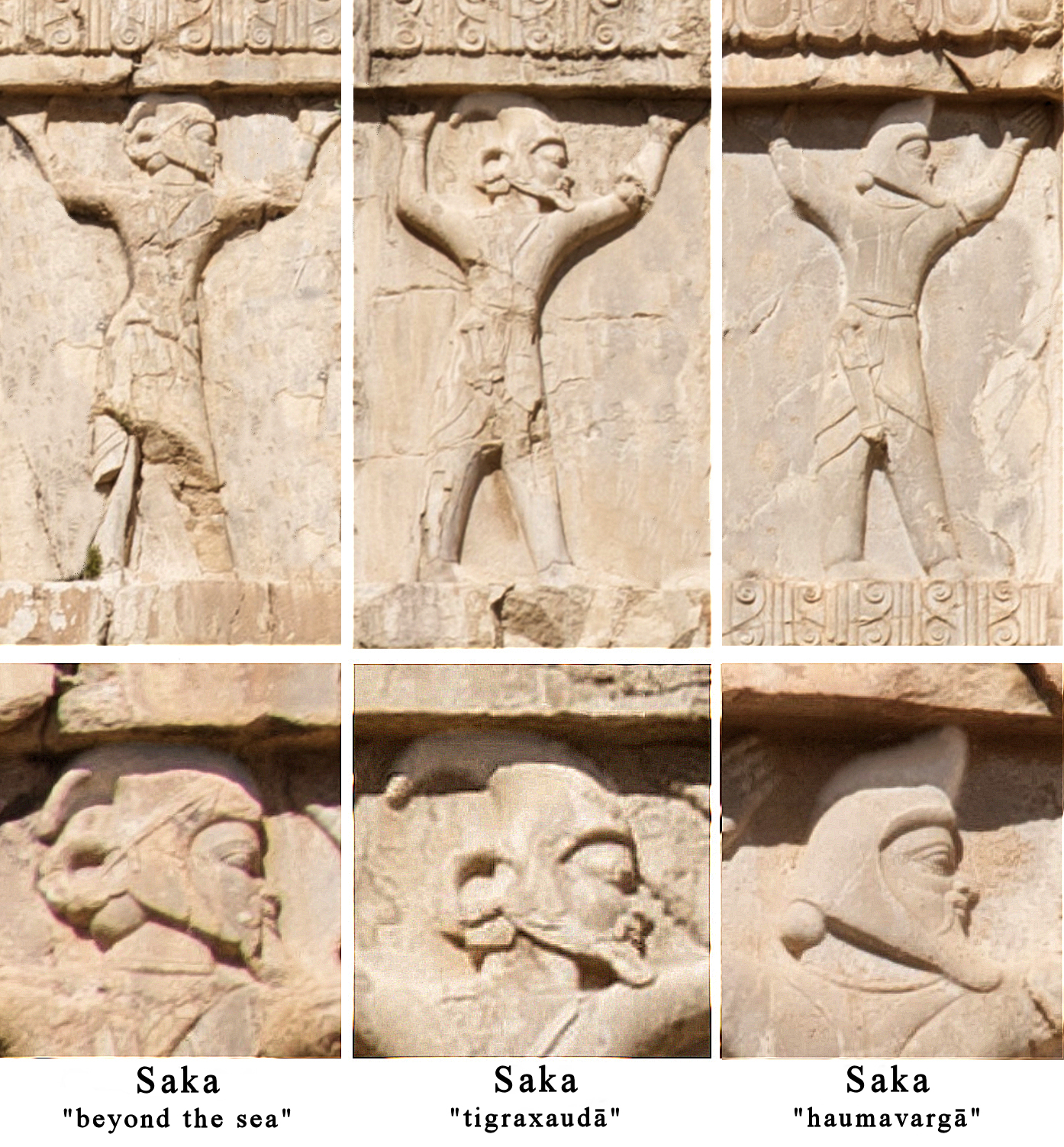
Para los aqueménidas, había tres tipos de escitas: los Sakā tayai paradraya («más allá del mar», presumiblemente entre los griegos y los tracios en el lado occidental del mar Negro), los Sakā tigraxaudā («con gorros apuntados»), los Sakā haumavargā («bebedores de Hauma», más al este). Los relieves que representan a los soldados del ejército aqueménida, tumba de Jerjes I, hacia 480 a. C.

En sentido estricto, «escita» se refiere a los nómadas al norte del mar Negro y se distingue de los muy parecidos sármatas que viven al norte del Caspio y más tarde reemplazaron a los escitas propiamente dichos.
En las antiguas fuentes chinas se los denomina sai (en chino, 塞; chino antiguo: *sˤək), para los sakas que en el pasado habitaron los valles del río Ili y el río Chu y se trasladaron a la cuenca del Tarim. Heródoto dijo que los escitas se llamaban a sí mismos skolotoi. En los Reinos medios de la India se los conocía con el nombre de shaka (nombre que a veces se restringe a la más septentrional de sus tribus).
El término persa saka se usa para los escitas de Asia Central. En documentos persas transliterados al latín a través del griego se les llama saces [sakes] o sacii [sakii] (en latín la c se pronuncia como k), también en latín se usa el nombre sármatae (sármatas) y en griego scythae, aunque el nombre que se daban a sí mismos habría sido *alān- o *aryānah. Este nombre ha pervivido en el moderno nombre osetio īron (por otra parte se considera que el gentilicio del actual pueblo «osetio» es una variante de escita). En otras fuentes históricas se dan diferentes nombres a los escitas:
- En idioma acadio, los escitas eran los gugu (jefes) de las tierras de Mat Gugu.
- En idioma sumerio, la palabra gug significa ‘oscuridad’ o ‘tinieblas’.
- En hebreo esta palabra gug (o gog) significa ‘alto’ o ‘techo’ y figuradamente ‘soberbio’.

Iskuzai o Askuzai es un término asirio para los saqueadores al sur del Cáucaso quienes eran probablemente escitas. Un grupo de escitas/sakas fueron al sur y dieron su nombre a Sakastán. Ellos, o un grupo relacionado, invadieron el norte de la India y se convirtieron en indo-escitas.
Oswald Szemerényi estudió las diferentes palabras para los escitas y dio las siguientes: Skuthes Σκύθης, Skudra, Sug(u)da, y Saka.
- Los tres primeros descienden de la raíz indo-europea *(s)kewd-, que significa «lanzar» (relacionada con el inglés shoot). *skud- es la forma grado cero de la misma raíz. Szemerényi restaura el nombre que los escitas se daban como *skuda (aproximadamente «arquero»). Esto da lugar al griego antiguo Skuthēs Σκύθης (plural Skuthai Σκύθαι) y al asirio Aškuz; antiguo armenio: սկիւթ skiwtʰ es del itacístico griego. Un sonido escita tardío cambia de /d/ a /l/ da la palabra griega Skolotoi (Σκώλοτοι, escólotos Heródoto 4.6), del escita *skula que, según Heródoto, fue como se llamaban a sí mismos los Escitas Reales. Otros cambios de sonido dieron lugar a Sogdia.
- La forma reflejada en persa antiguo: Sakā, griego: Σάκαι; latín: Sacae, sánscrito: शक Śaka viene de la raíz verbal irania sak-, «ir, merodear» y por lo tanto significa «nómada».[37]

En el sentido más amplio y en arqueología escita y escítico pueden usarse para todos los nómadas de las estepas a comienzos de la historia documentada. Las praderas de Mongolia y el norte de China son a menudo excluidas, pero la cultura de Ordos y la cultura de Tagar parecen haber tenido significativos rasgos «escitas». A menudo, «escita» se restringe a los nómadas de la estepa central y occidental que hablaban lenguas escito-sármatas de la familia irania. Si se usaron otros idiomas en la región, no hay evidencia.

## Orígenes

### Evidencia literaria
Los escitas aparecen mencionados por primera vez en la documentación histórica en el siglo VIII a. C. Heródoto narra tres versiones contradictorias respecto a los orígenes de los escitas, y señala cuál es la que él, considera personalmente más creíble:

Los escitas, unos nómadas que habitaban en Asia, se vieron en dificultades, en el curso de una guerra, por la acción de los maságetas, así que cruzaron el río Orexartes (Río Sir Daria) y se dirigieron hacia Cimeria (pues, según cuentan, el territorio que en la actualidad ocupan los escitas pertenecía antaño a los cimerios).

Los relatos de Heródoto sobre los orígenes escitas han sido desdeñados recientemente; aunque sus relatos de las actividades de saqueo contemporáneas a sus escritos han sido consideradas más fiables. Más aún, el término escita, como cimerio, se usó para referirse a una variedad de grupos desde el mar Negro hasta el sur de Siberia y Asia central. «No eran un pueblo específico», sino más bien una variedad de pueblos «mencionados en diversos momentos de la historia, y en varios lugares, ninguno de los cuales era su tierra natal original». El Nuevo Testamento incluye una sola referencia a los escitas en la Epístola a los colosenses 3:11.

### Arqueología

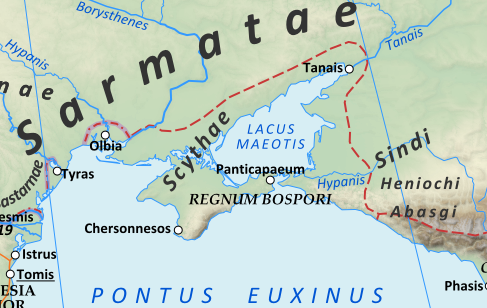
El territorio de los Scythae Basilaei («Escitas Reales») a lo largo de la orilla norte del mar Negro alrededor del año 125.

La interpretación moderna de la evidencia histórica, arqueológica y antropológica ha propuesto dos amplias hipótesis. La primera, formalmente más defendida primero por los investigadores soviéticos, luego rusos, más o menos siguen el tercer relato de Heródoto, sosteniendo que los escitas eran un grupo iranio oriental que llegaron desde Asia interior, esto es, de la zona de Turquestán y Siberia occidental.
Según una segunda hipótesis, defendida por Ghirshman y otros, el complejo cultural escita emergió de grupos locales de la cultura de la «tumba de madera» (o Srubna) en la costa del mar Negro, aunque esta se asocia también a los cimerios. Según Dolujánov, la evidencia arqueológica apoyaría esta propuesta, pues ha encontrado que los cráneos escitas son similares a los hallazgos precedentes de la cultura de tumba de madera, y se diferencia de los Sacae de Asia central. Sin embargo, de acuerdo con Mallory, la evidencia arqueológica es pobre, y la cultura de Andrónovo y «al menos los casos aparte orientales de la cultura de tumbas de madera» puede identificarse como indo-iranios.
Otros han enfatizado que «escita» era un término muy amplio usado tanto por los estudiosos antiguos como los modernos para describir a toda una serie de pueblos que por otro lado no estaban relacionados entre sí y solo compartían ciertas similitudes en la forma de vida (nomadismo), prácticas culturales y el idioma. El I milenio a. C. dio lugar a un período de conectividad económica y cultural sin precedentes entre comunidades diferentes y de amplio espectro. Una forma de vida móvil habría facilitado el contacto entre grupos étnicos dispares a lo largo de la extensa estepa euroasiática desde el Danubio hasta Manchuria, llevando a muchos parecidos culturales. Desde el punto de vista de los antiguos observadores, griegos y persas, todos se agrupaban juntos bajo la categoría étnica «escitas».

## Historia

### Antigüedad clásica (600 a.C. al año 300)

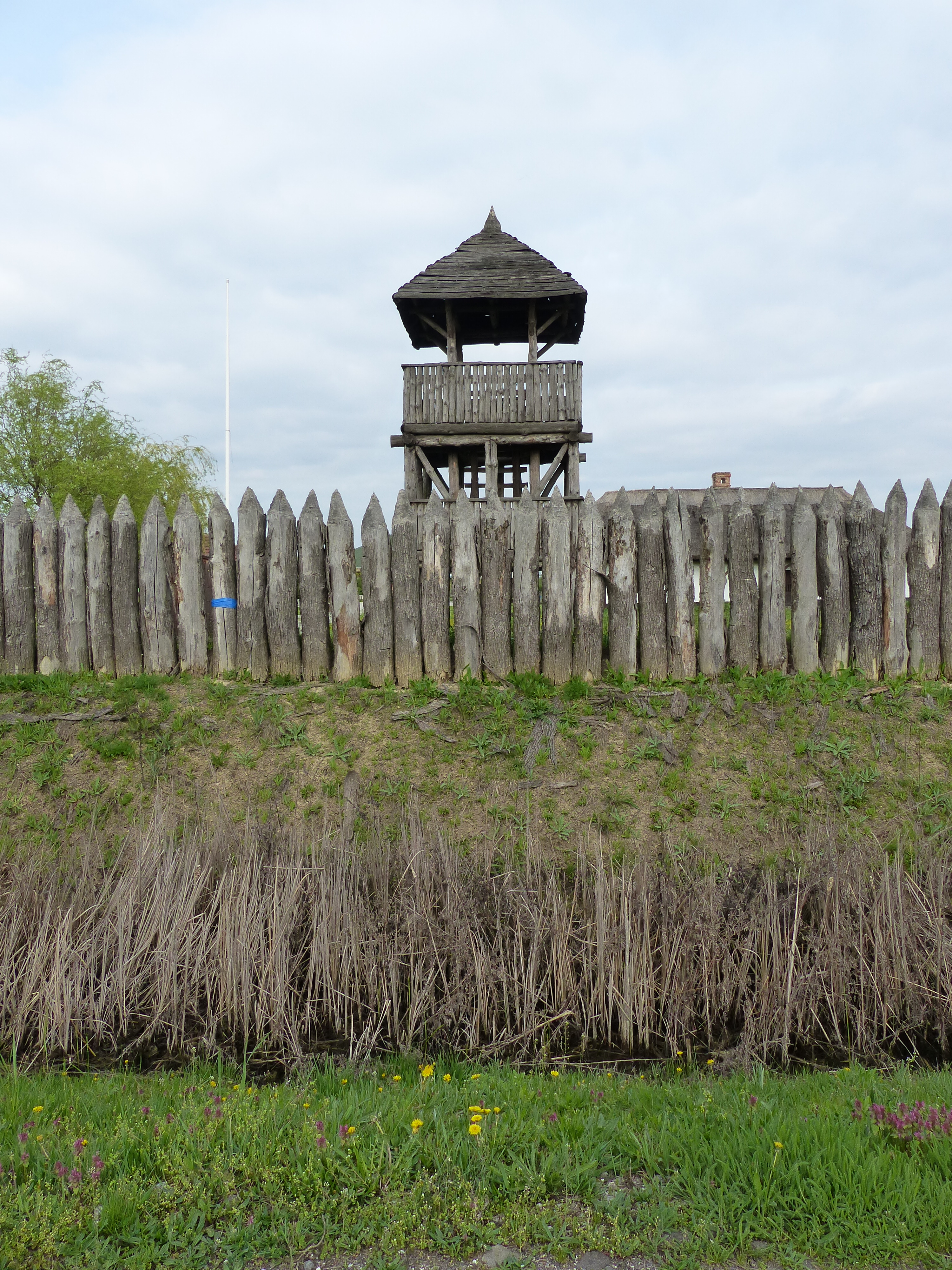
Línea de defensa escita (339 a. C.). Reconstrucción en Polgár, Hungría.

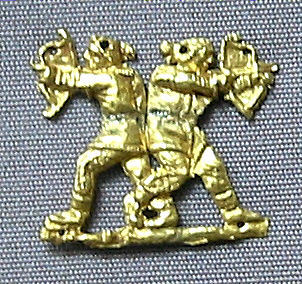
Figura que retrata los arqueros escitas, probablemente hallada en Crimea.

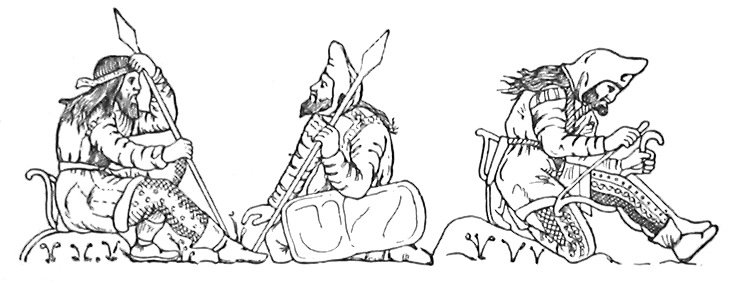
Guerreros escitas, dibujados a partir de figuras sobre una copa de electrum del enterramiento kurgán de Kul-Oba cerca de Kerch, Crimea. El guerrero de la derecha estira su arco, agarrándolo detrás de la rodilla; nótese el típico gorro apuntado, la larga chaqueta con adornos de piel o lana en los bordes, pantalones decorados, y botas cortas atadas en el tobillo. Los escitas aparentemente lucían su pelo largo y suelto, y todos los hombres adultos aparentemente llevaban barba. El gorytos aparece claramente en la cadera izquierda del lancero con la cabeza descubierta. El escudo de la figura central puede que sea de sencillo cuero sobre una base de madera o mimbre. (Museo del Hermitage, San Petersburgo).

Los primeros registros encontrados sobre los escitas, datan de la primera mitad del siglo VII a. C. Heródoto proporciona la primera descripción detallada de los escitas. Califica a los cimerios como una tribu diferente autóctona, expulsada por los escitas de la costa del mar Negro septentrional (Hist. 4.11–12). Afirma Heródoto (4.6) que los escitas estaban formados por los aucatas, catíaros, traspis y parálatas, cuatro tribus que, sin embargo, no cita ningún otro autor antiguo. 

Para Heródoto, los escitas eran estrafalarios bárbaros que viven al norte del mar Negro en lo que hoy es Moldavia, Ucrania y Crimea.
Michael Kulikowski Rome's Gothic Wars from the Third Century to Alaric, pág. 14

Darío I, rey de los persas, en el 514 a. C. intentó conquistar este reino, al mando de 700.000 hombres cruzando el Danubio hacia las estepas al norte del mar Negro, pero sin lograr quebrantar a los escitas, quienes aterrorizaron a los persas mediante lluvias de flechas que desorganizaron sus filas, y atacándolos ferozmente a caballo. Eso cuenta Heródoto, según el cual los escitas nómadas frustraron al ejército persa permitiendo marchar por todo el país sin engancharse en batalla. Según Heródoto, Darío de esta manera llegó hasta el río Volga.

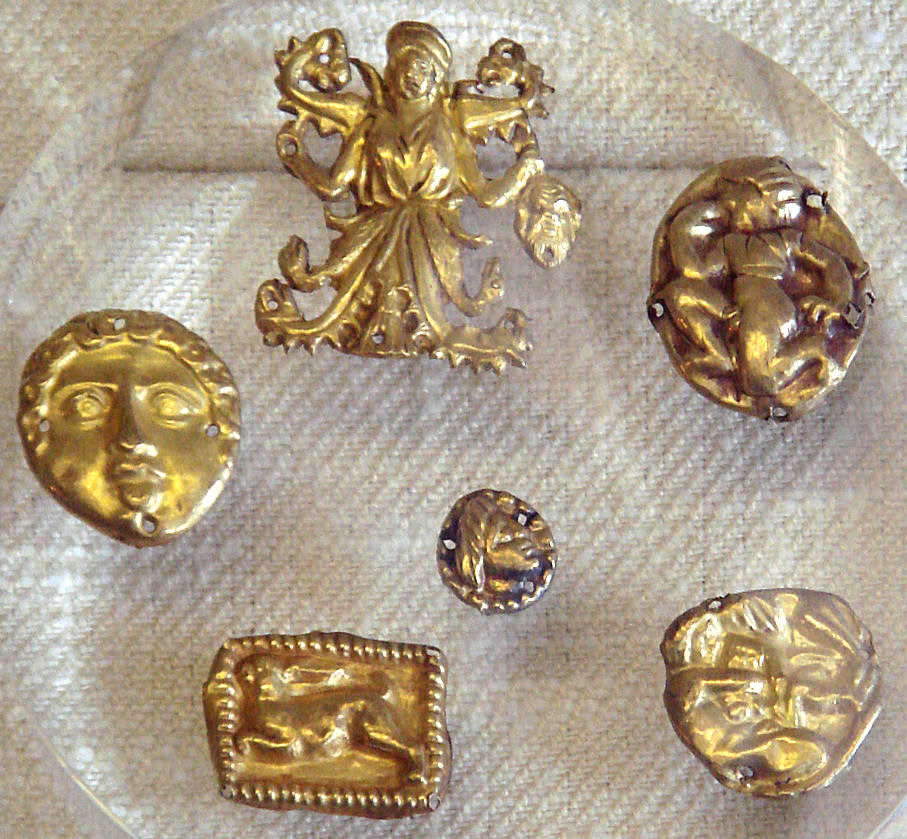
Tesoro de Kul-Oba, cerca de Kerch.

Durante el siglo V al siglo III a. C., los escitas evidentemente prosperaron. Cuando Heródoto escribió sus Historias en el siglo V a. C., los griegos distinguían entre una Escitia Menor, en lo que hoy es Rumanía y Bulgaria, y una Gran Escitia que se extendía hacia el este durante una cabalgada de veinte días desde el río Danubio, cruzando las estepas de lo que hoy es el Este de Ucrania a la cuenca baja del Don. El Don, entonces conocido como Tanaïs, había servido como una gran ruta comercial desde entonces. Los escitas aparentemente obtenían su riqueza del control sobre el comercio de esclavos desde el norte hacia Grecia a través de los puertos coloniales del mar Negro griego de Olbia, Quersoneso, Bósforo Cimerio y Gorgippia. También cultivaron grano, y embarcaban trigo, rebaños y queso hacia Grecia.
Durante el siglo IV a. C., los escitas llegaron a su mayor desarrollo político, cultural y económico. Muchos componentes de la comunidad escita se convirtieron en agricultores sedentarios, en la zona norte del mar de Azov, llegando inclusive a la zona de Altái. Allí formaron su reino con capital en la ciudad que los griegos llamaron «Panticapea» (hoy Kámenskoe Gorodishche).
Estrabón (h. 63 a. C. – 24) narra que el rey Ateas (Geografía, VII) unificó bajo su poder a las tribus escitas que vivían entre el Palus Maeotis y el Danubio. Ateas habría nacido hacia el 430 a. C.. Empezó una serie de campañas que lo llevaron a unificar a muchas de las tribus escitas (400 a. C.), extendiendo su poder desde el río Don hasta Tracia. Su expansión hacía los Balcanes lo llevó a entrar en conflicto con Filipo II de Macedonia (reinó 359-336 a. C.) tras fracasar varios intentos de alianza entre ambos. Filipo II emprendió la acción militar contra los escitas en 339 a. C. Ateas murió a la edad de 90 años durante una batalla contra Filipo de Macedonia en las llanuras de la actual Dobruja (339 a. C.) y su imperio se desintegró. En lo posterior a su derrota, los celtas parece ser que desplazaron a los escitas en los Balcanes. Mientras tanto, en el sur de Rusia, una tribu cercana, los sármatas, gradualmente los fueron superando. En el año 329 a. C., Alejandro Magno, entró en conflicto con los escitas en la batalla del Jaxartes. Un ejército escita buscaba vengarse de los macedonios por la muerte de Ateas, conforme ellos empujaron las fronteras de su imperio hacia el norte y el este, y para aprovechar una revuelta del sátrapa sogdiano local. Sin embargo, el ejército escita fue derrotado por Alejandro en la batalla de Jaxartes. Alejandro no pretendía someter a los nómadas: quería ir al sur, donde una crisis mucho más seria exigía su atención. Podía hacerlo ahora sin perder su dignidad; y para que el resultado fuera aceptable para los Saccae, liberó a los prisioneros escitas de la guerra sin rescate para conseguir un acuerdo de paz. Esta política tuvo éxito, y los escitas ya no amenazaron al imperio de Alejandro. Para la época del relato de Estrabón (las primeras épocas de nuestra era), los escitas de Crimea habían creado un nuevo reino que se extendía desde el bajo Dniéper hasta Crimea. Los reyes Escíloro y Palacus emprendieron guerras con Mitrídates el Grande (reinó 120–63 a. C.) por el control del litoral de Crimea, incluyendo el Quersoneso Táurico y el Bósforo Cimerio. Su capital, Neápolis escita, se alzaba en las afueras de lo que es la moderna Simferopol. Los godos la destruyeron más tarde, ya a mediados del siglo III.

### Sakas de la estepa oriental
Los eruditos modernos usualmente usan el término saka para referirse a las tribus de habla irania que habitaban la estepa oriental y la cuenca del Tarim. Las inscripciones persas antiguas también usaban saka para referirse a los escitas occidentales al norte del mar Negro – los Sakā paradraya o «Saka más allá del mar».
En las inscripciones en persa antiguo de la época aqueménida que se encuentran en Persépolis, y datan del reinado de Darío I (r. 522–486 a. C.), se dice que los sakas habían vivido justo más allá de las fronteras de Sogdiana. El término Sakā para Sugdam o «Saka más allá de Sugda (Sogdiana)» se usó por Darío para describir al pueblo que formó los límites de su imperio en el extremo opuesto a Kush (los etíopes) en el oeste, esto es, en el borde oriental de su imperio. Una inscripción que data del reinado de Jerjes I (r. 486–465 a. C.) los tiene emparejados con el pueblo Dahae de Asia central. Dos tribus saka aparecen nombradas en la inscripción de Behistún, Sakā tigraxaudā («Saka con gorros/sombreros apuntados») y los Sakā haumavargā («sakas bebedores de haoma»), pueden ubicarse al este del mar Caspio. Algunos argumentan que los Sakā haumavargā puede que sean los Sakā para Sugdam, de ahí que Sakā haumavargā estuviera ubicada más al este que los Sakā tigraxaudā. Algunos defienden que Pamir o Xinjiang como su ubicación, aunque Jaxartes se considera que es la localización más probable dado que el nombre dice «más allá de Sogdiana» en vez de Bactria.
Ciro el Grande del imperio aqueménida persa combatió contra los saka, cuyas mujeres se decía que luchaban junto con sus hombres. Según Heródoto, Ciro el Grande también se enfrentó a los masagetas, un pueblo que se creía que estaba relacionado con los saka, mientras hacía campaña al este del mar Caspio y resultó muerto en la batalla en el año 530 a. C. Darío el Grande también combatió contra los sakas orientales, quienes se resistieron a él con tres ejércitos liderados por tres reyes según Polieno. En 520–519 a. C., Darío I derrotó a la tribu Sakā tigraxaudā y capturó a su rey Iskunka (representado con un sombrero puntiagudo en la inscripción de Behistún). Los territorios de los saka fueron absorbidos dentro del imperio aqueménida como parte de Corasmia que incluía gran parte del Amu Daria (Oxus) y el Sir Daria (Jaxartes), y los sakas entonces proporcionaron al ejército persa con un gran número de arqueros a caballo en las guerras aqueménidas.
En el Libro de Han chino, los valles del río Ili y el Chu se llamaron la «tierra de los sai», esto es, los saka. La fecha exacta de su llegada en esta región de Asia central no queda claro, quizá fue justo antes del reinado de Darío I. Alrededor de treinta tumbas saka en forma de kurgans (montículo de enterramiento) se han encontrado también en la zona del Tian Shan datadas entre 550–250 a. C. Las indicaciones de presencia saka también se han encontrado en la región de la cuenca del Tarim, posiblemente tan pronto como en el siglo VII a. C. Algunos estudiosos modernos creyeron que el saqueo de Haojing, capital de la dinastía Zhou Occidental, en 770 a. C. pudo estar relacionada con un ataque escita desde los montes Altái antes de su expansión hacia el oeste.

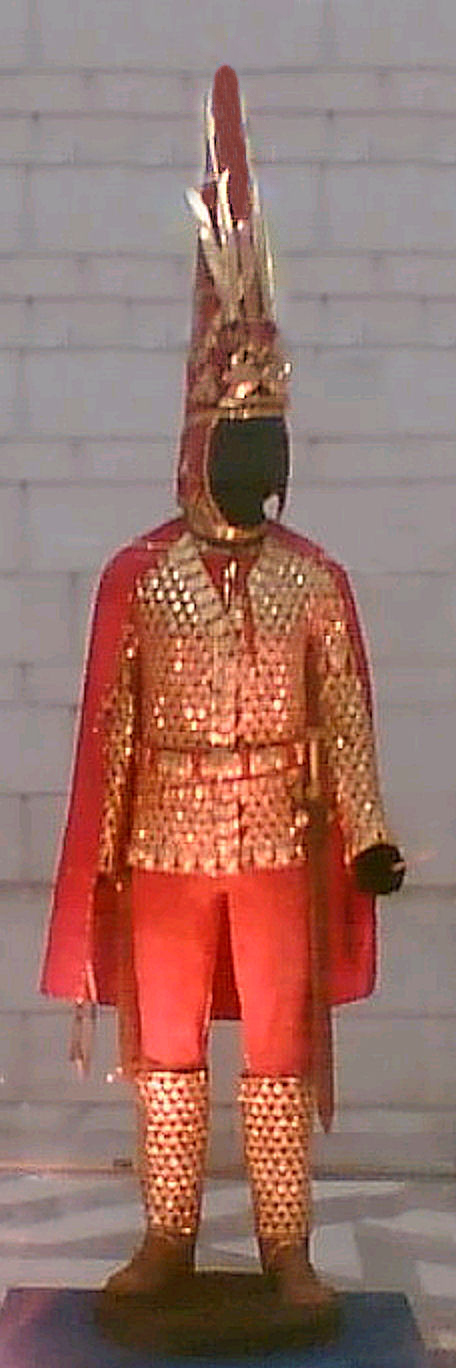
Una armadura de desfile al estilo catafracto de un saka real, también conocido como «El guerrero dorado», del kurgan de Issyk, un enterramiento histórico cerca de Almatý, antigua capital de Kazajistán.

Sin embargo, como consecuencia de la lucha por la supremacía entre los xiongnu y otros grupos, los saka fueron expulsados hacia Bactriana, y más tarde hacia el sur al noroeste de la India y hacia el este a las ciudades-estado oasis de la cuenca del Tarim occidental, región de Xinjiang en China del noroeste.
Relatos de la emigración de los sakas aparecen en textos chinos como el Shiji de Sima Qian. Los yuezhi indoeuropeos, que originalmente vivieron entre Dunhuang y las montañas Qilian de Gansu, China, fueron atacados y forzados a huir del corredor del Hexi de Gansu por las fuerzas mongolas del gobernante xiongnu Modun, quien conquistó la zona en 177–176 a. C. A su vez, los yuezhi fueron responsables de atacar y castigar a los sai (esto es, los saka) empujándolos al suroeste hacia Sogdiana, donde a mediados del siglo II a. C. los últimos cruzaron el Sir Daria hacia el Reino grecobactriano helenístico, pero también al valle de Fergana donde se asentaron en Dayuan. El antiguo geógrafo grecorromano Estrabón sostuvo que las cuatro tribus de los asii, que derrotaron a los bactrianos en el relato griego y romano, procedían de tierras al norte del Sir Daria donde se encuentran los valles del Ili y el Chu. Los saka entonces emigraron hacia la zona noroeste del subcontinente indio donde pasaron a ser conocidos como indo-escitas, así como hacia el este a los asentamientos de la cuenca del Tarim en lo que hoy en día es China, como Jotán y Tumshuke.

### Jotán y los reinos de la cuenca del Tarim
Los saka migraron desde Bactriana donde con el tiempo asentaron en algunos de las ciudades estados oasis de la cuenca del Tarim que a veces cayeron bajo la influencia de la dinastía Han china (202 a. C. – 220). Estos estados en la cuenca del Tarim incluyeron Jotán, Kashgar, Shache (莎車, probablemente llamado así por los habitantes saka), Yanqi (焉耆, Karasahr) y Qiuci (龜茲, Kucha).
El lenguaje administrativo oficial de Jotán y la cercana Shanshan fue el Gandhari Prakrit en escritura Kharosthi. Hay sin embargo indicaciones de que los sakas estaban relacionados con la élite gobernante – documentos del siglo III del archivo shanshan el título del rey de Jotán como hinajha (esto es, «generalísimo»), una palabra de base irania equivalente al título sánscrito senapati, y aun así casi idéntico al saka jotanés hīnāysa que consta en documentos posteriores. Los períodos reinantes también aparecían en jotanés como kṣuṇa, «implica una conexión establecida entre los habitantes iranios y el poder real», según el difunto profesor de estudios iranios Ronald E. Emmerick (m. 2001). Afirmó que los decretos reales en lenguaje saka jotanés de Jotán datan del siglo X «hace que lo más probable es que el gobernante de Jotán fuera un hablante de iranio». Más aún, sostuvo que la forma más antigua del nombre de Jotán, hvatana, puede relacionarse semánticamente con el nombre Saka.
Durante la dinastía Tang china (618–907), la región de nuevo pasó a soberanía china con las campañas de conquistas del emperador Li Shimin (r. 626–649). Desde finales del siglo VIII al siglo IX, la región cambió de manos entre el imperio Tang chino y el rival imperio tibetano. El reino existió hasta que fue conquistado por los pueblos túrquicos musulmanes del janato qarajánida, que llevó tanto a la turquificación e islamización de la región.

### Indo-escitas

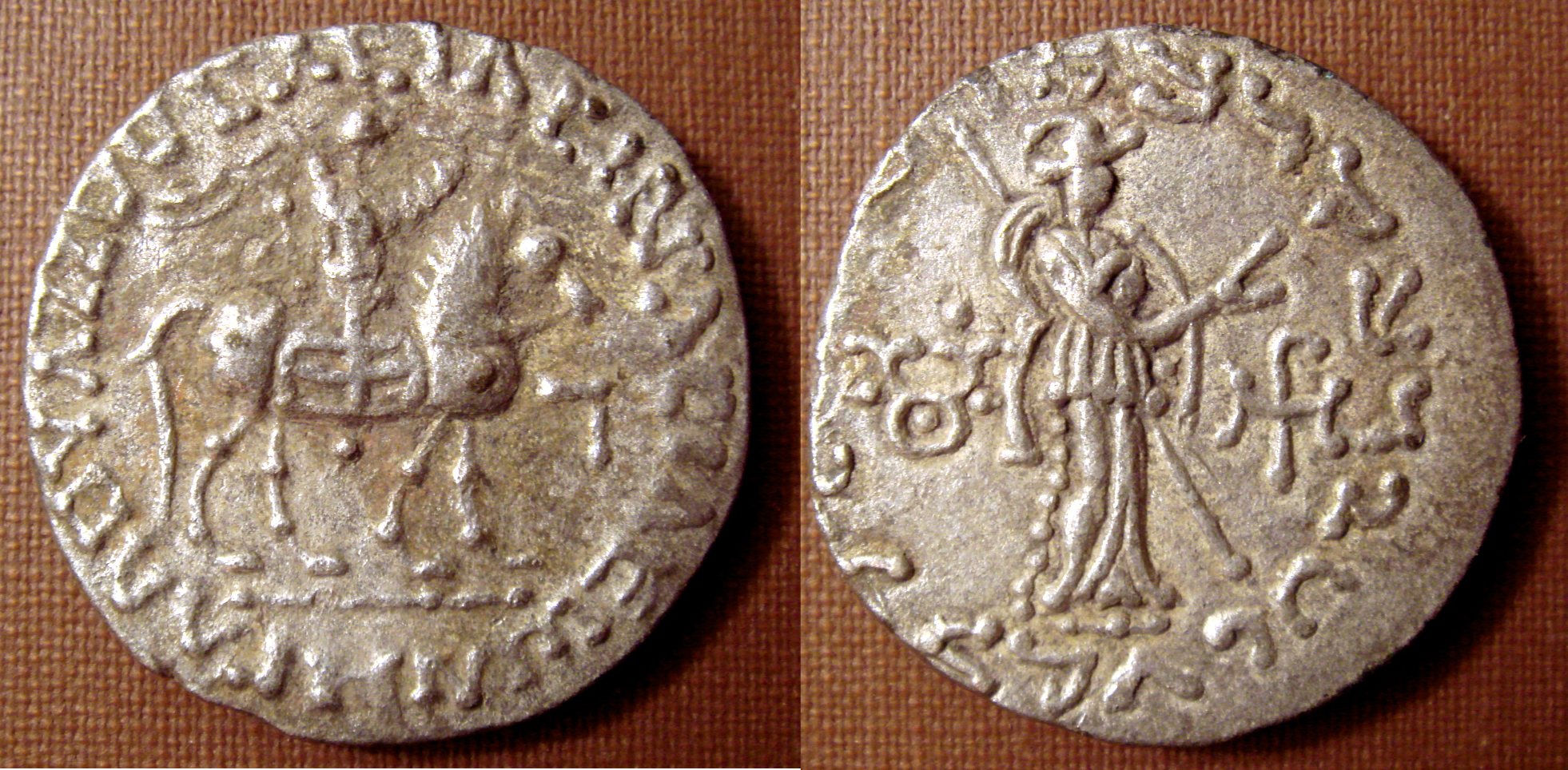
Moneda de plata de los reyes indo-escitas Azes II (gobernó h. 35–12 a. C:). Símbolo triratna budista en el campo izquierdo en el reverso.

Después de que los saka migrasen a la zona noroeste del subcontinente indio, la región pasó a ser conocida como la «tierra de los saka» (esto es, Drangiana, de los modernos Afganistán y Pakistán). Esto queda atestiguado en una inscripción karosti contemporánea sobre el capitel de león Mathura perteneciento al reino saka de los indoescitas (200 a. C. – 400) en el norte de la India, en líneas generales la misma época en que los chinos documentan que los saka habían invadido y se habían asentado en el país de Jibin 罽賓 (esto es, Cachemira, en lo que hoy son India y Pakistán). En el idioma persa del Irán contemporáneo el territorio de Drangiana se llamaba Sakastāna, en armenio es Sakastán, con un equivalente similar en pahlavi, griego, sogdiano, siriaco, árabe y la lengua persa medio usada en Turfan, Xinjiang, China.

### Antigüedad tardía
En la Antigüedad tardía, la noción de una etnicidad sármata se hizo más vaga y los extranjeros podrían llamar así a cualquier pueblo que habitara en la estepa póntica como «escitas», sin tomar en consideración su lengua. Así, Prisco, un emisario bizantino ante Atila, repetidamente se refirió a los seguidores de este último como «escitas». Pero Eunapio, Claudiano y Olimpiodoro normalmente quieren decir «godos» cuando escriben «escitas».[cita requerida]
Los godos habían desplazado a los sármatas en el siglo II de la mayor parte de las zonas fronterizas con el imperio romano, y a principios de la época medieval, los primeros eslavos (proto-eslavos) marginalizaron a los dialectos iranios orientales en Europa oriental a medida en que fueron asimilando y absorbiendo a los grupos étnicos iranios en la región. La migración túrquica asimiló lingüísticamente a los saka en Asia central.[cita requerida]
Aunque los escitas clásicos pueden haber desaparecido en gran medida para el siglo I a. C., los romanos orientales siguieron hablando, por pura convención de «escitas» para designar a las confederaciones y tribus germánicas o bárbaros nómadas euroasiáticos a caballo en general: en el año 448 dos «escitas» guiaron al emisario Prisco al campamento de Atila en Panonia. Los bizantinos en este caso cuidadosamente distinguieron a los escitas de los godos y los hunos que también seguían a Atila.
Los sármatas (incluyendo a los alanos y finalmente los osetios) contaban como escitas en el sentido más amplio de la palabra – como hablantes de lenguas iranias orientales, y están considerados en su mayor parte de ascendencia irania.
Las fuentes bizantinas también mencionan saqueadores rus que atacaron Constantinopla alrededor del año 860 en relatos contemporáneos como «tauroescitas», debido a su origen geográfico, y a pesar de su falta de cualquier relación étnica con los escitas. El patriarca Focio pudo haber sido el primero en aplicar el término a ellos durante el asedio de Constantinopla en 860.

## Arqueología
Los restos arqueológicos de los escitas incluyen tumbas kurgán (que van desde ejemplares sencillos a elaborados «kurgán reales» conteniendo la «tríada escita» de armas, arreos de caballo y arte animalístico salvaje al estilo escita), oro, seda, y sacrificios animales, en lugares donde se sospecha que también se produjeron sacrificios humanos. Las técnicas de momificación y el permafrost han ayudado a la conservación relativa de algunos restos. La arqueología escita también examina los restos de las fortificaciones y ciudades escitas del norte del Ponto.
Los espectaculares hallazgos escitas en las tumbas de Arzhan, y otros en Tuvá han sido datados de alrededor del año 900 a. C. en adelante. Una tumba en el bajo Volga dio una fecha similar, y una de las tumbas de Steblev del extremo de Europa del este de la región escita fue datada de finales del siglo VIII a. C.
Los arqueólogos pueden distinguir tres períodos de restos arqueológicos escitas:
- 1.er período – época pre-escita y escita inicial: desde el siglo IX hasta mediados del siglo VII a. C.
- 2.º período – época escita temprana: siglo VII y siglo VI a. C.
- 3.er período – época escita clásica: siglo V y siglo IV a. C.

Desde el siglo VIII al siglo II a. C., la arqueología documenta una separación entre dos zonas de asentamientos bien distintas: la antigua en la zona de Sayan-Altái en Asia central, y la más joven en la zona póntica septentrional de Europa oriental.
Un esquema alternativo, relacionando la definición «estricta» en el extremo occidental de la estepa y adentrándose en Europa, es:
- Escita temprano – De mediados del siglo VIII o finales del siglo VII a. C. hasta alrededor del año 500 a. C.
- Escita clásico o escita medio – desde alrededor del 500 a. C. a alrededor del 300 a. C.
- Escita tardío – desde alrededor del año 200 a. C. hasta principios del siglo II, ya de nuestra era, en Crimea y el bajo Dniéper, época en la que la población estaba asentada.[9]

### Kurganes
Estos grandes enterramientos en montículo (algunos de hasta 20 metros de alto) proporcionan los restos arqueológicos más valiosos asociados con los escitas. Aparecen a lo largo del cinturón de la estepa euroasiática, desde Mongolia hasta los Balcanes, a través de las estepas de Ucrania y el sur de Rusia, extendiéndose en grandes cadenas durante muchos kilómetros a lo largo de cresterías y cuencas fluviales. De ellos los arqueólogos han aprendido mucho de la vida y el arte escitas. Algunas tumbas escitas revelan trazas de artesanía griega, china e india, sugiriendo un proceso de helenización, sinización, y otras influencias locales entre los escitas.
El término ucraniano para semejantes montículos de enterramiento, kurhán (ucraniano: Курган) así como el término ruso kurgán, derivan de la palabra túrquica para «castillo».
Algunas culturas escito-sármatas puede que dieran lugar al surgimiento de las historias griegas sobre las amazonas. Se han encontrado tumbas con mujeres armadas en el sur de Ucrania y en Rusia. David Anthony señala, «alrededor del veinte por ciento de las "tumbas de guerreros" escito-sármatas en el bajo Don y el bajo Volga contenían mujeres vestidas para la batalla como si fueran hombres, un estilo que puede haber inspirado los cuentos griegos sobre las amazonas».
Las excavaciones en el kurgán Sengileevskoe-2 encontró boles de oro con capas que indicaban una fuerte bebida de opio usada mientras que el cannabis ardía cerca. Los boles de oro representan escenas mostrando ropas y armas.

### Cultura Pazyryk

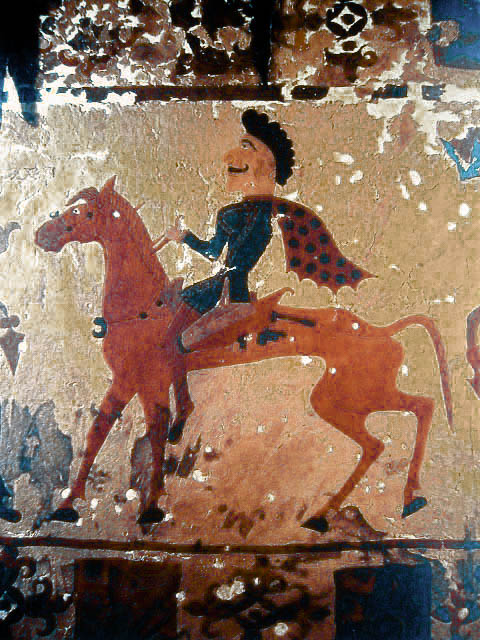
Un jinete Pazyryk en una pintura de un enterramiento alrededor del año 300 a. C. Los pazyryks parece que estuvieron estrechamente relacionados con los escitas.

Los enterramientos escitas orientales documentados por los arqueólogos modernos incluyen los kurganes en Pazyryk en el distrito Ulagan (Rojo) de la República de Altái, al sur de Novosibirsk en los montes Altái de la Siberia meridional (cerca de Mongolia). Los arqueólogos han deducido la cultura Pazyryk a partir de estos hallazgos: cinco grandes enterramientos y otros varios de menor tamaño entre 1925 y 1949, uno abierto en 1947 por el arqueólogo ruso Sergei Rudenko. Los montículos de enterramiento ocultaban cámaras de grandes troncos cubiertos con amplios túmulos de peñascos y piedras.
La cultura Pazyryk floreció entre el siglo VII y el siglo III a. C. en la zona asociada con los Sacae.
Normalmente las tumbas Pazyryk contienen solo utensilios cotidianos, pero en una, entre otros tesoros, los arqueólogos encontraron la famosa alfombra Pazyryk, la alfombra oriental hecha en lana más antigua que se conserva. Otro hallazgo sorprendente, un carro funerario de cuatro ruedas y tres metros de alto, sobrevivió bien conservado desde el siglo V o [siglo IV a. C.

### Excavaciones en Bilsk
Las excavaciones realizadas en un pueblo Bilsk cerca de Poltava (Ucrania) han sacado a la luz una «vasta ciudad», con una superficie mayor que la de cualquier otra ciudad de la época (Asentamiento Bilsk). Se ha identificado, provisionalmente, por un equipo de arqueólogos liderados por Boris Shramko como el yacimiento de Gelono, la supuesta capital de Escitia. Las impresionantes murallas de la ciudad y vasta superficie de cuarenta kilómetros cuadrados superan incluso el tamaño estrafalario que cuenta Heródoto. Su ubicación en el borde septentrional de la estepa ucraniana habría permitido control estratégico de la ruta comercial norte-sur. A juzgar por los hallazgos –que datan del siglo V y siglo IV a. C., abundaron talleres de artesanía y cerámica griega.

### Tesoro de Tillia Tepe

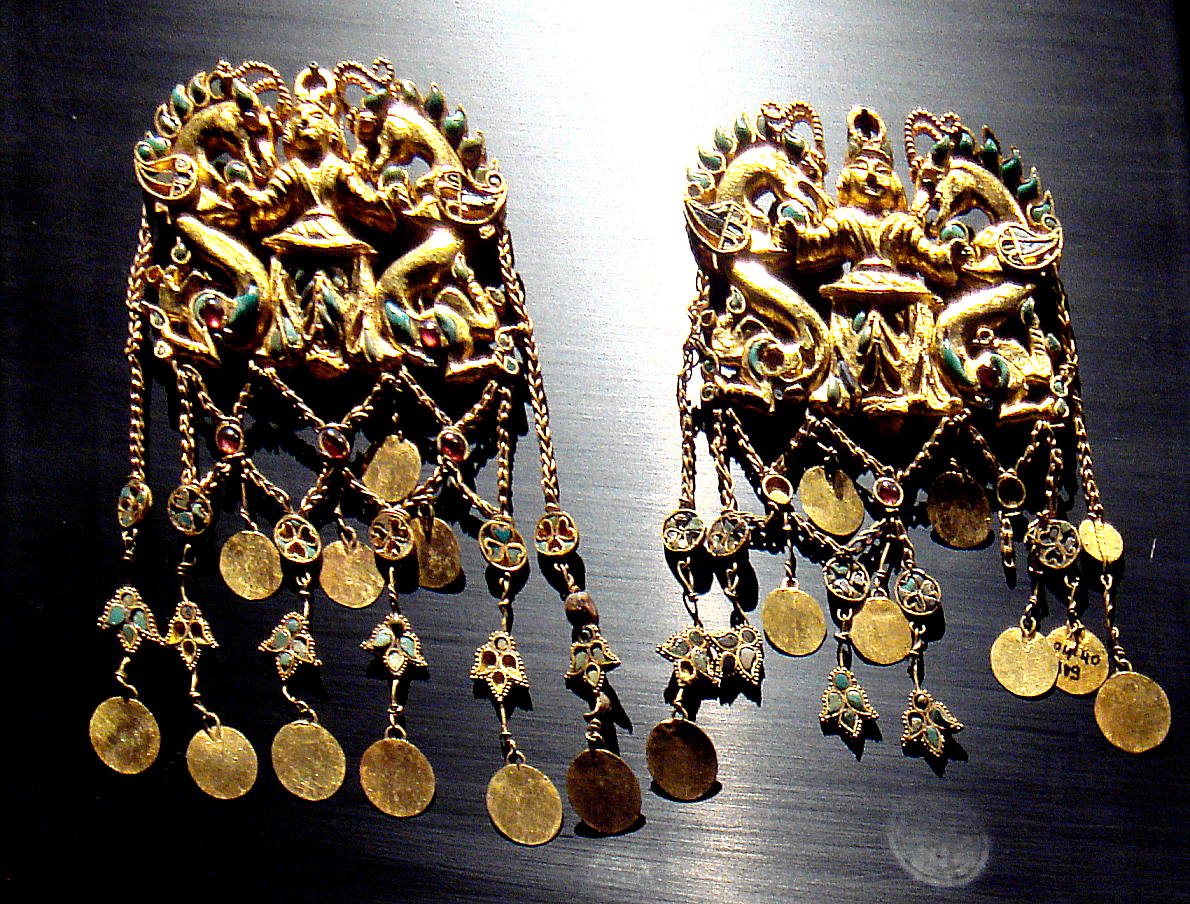
«Reyes con dragones», Tillia tepe.

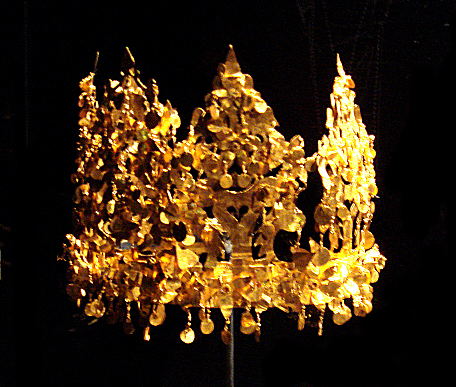
Corona real, Tillia tepe.

En el año 1968 se encontró, en Tillia tepe (literalmente «la colina dorada») en el norte de Afganistán (antigua Bactriana) cerca de Šibarġan un yacimiento formado por las tumbas de cinco mujeres y un hombre con unas joyas extremadamente ricas, datadas de alrededor del siglo I a. C., y probablemente relacionadas con la de las tribus escitas que habitualmente vivían un poco más al norte. Aunque las tumbas han proporcionado varios miles de piezas de fina joyería, usualmente realizada a partir de una combinación de oro, turquesa y lapislázuli.
Un alto grado de sincretismo cultural impregna los hallazgos, sin embargo, las influencias artísticas y culturales helenísticas aparecen en muchas de las formas y representaciones humanas (desde amorcillos a anillos con la representación de Atenea y su nombre inscrito en griego), atribuible a la existencia del imperio seléucida y del reino grecobactriano en la misma región hasta alrededor del 140 a. C., y la existencia continuada del reino indogriego en el noroeste del subcontinente indio hasta el comienzo de nuestra época. Esto atestigua la riqueza de las influencias culturales en la zona de Bactriana en aquella época.

## Cultura y sociedad

### Divisiones tribales
Los escitas vivieron en tribus confederadas, una forma política de asociación voluntaria que regulaba los pastos y organizaban una defensa común contra los vecinos invasores de tribus de pastores de, principalmente, ganaderos de caballos. Mientras la productividad de los animales domesticados en gran medida superaba a la de las sociedades agrícolas, la economía pastoral también necesitaba productos agrícolas suplementarios, y confederaciones nómadas estables desarrollaron alianzas simbióticas o forzadas con pueblos sedentarios – a cambio de productos animales y protección militar.
Heródoto refiere que las tres principales tribus de los escitas descendían de tres hermanos, Lipoxais, Arpoxais, y Colaxais:

Pues bien, de Lipoxais descienden los escitas que, en razón de la tribu que forman, reciben el nombre de aucatas; del mediano, Arpoxais, los que reciben el nombre de catíaros y traspis; y del menor de los tres hermanos, de su rey, los que reciben el nombre de parálatas. Ahora bien, todos ellos son denominados genéricamente escólotos, en virtud del nombre de su monarca, y han sido los griegos quienes les han impuesto el nombre de escitas.

Heródoto también menciona una tribu o clan real, una élite que en gran medida dominó a los otros escitas:

Al otro lado del Gerro se encuentran ya las regiones que reciben el nombre de «reales» y los escitas más valientes y numerosos, que consideran a los demás escitas como súbditos suyos.

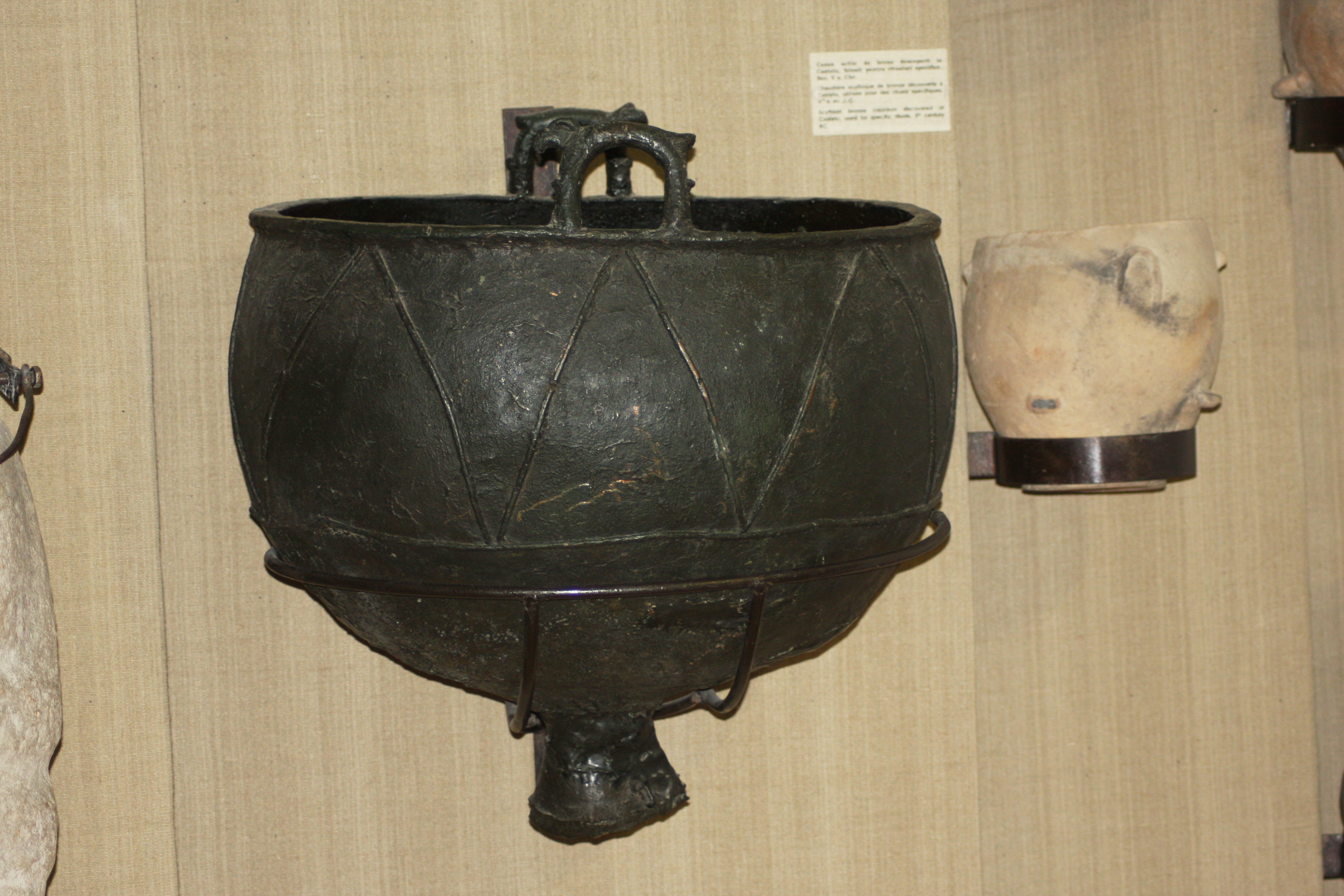
Bol escita, siglo V a. C. encontrado en Castelu, Rumanía. Expuesto en el Museo de Historia Nacional de Constanza.

Los ricos enterramientos de los reyes escitas en túmulos (a menudo conocidos por el nombre túrquico de kurgán) es evidencia de la existencia de una élite poderosa. Mientras un clan de élite es citado en algunas fuentes clásicas [¿cuál?] como los «Dahae regios», los Dahae propiamente dichos son generalmente considerados como un pueblo indo-europeo extinto, que ocupó lo que es hoy Turkmenistán, y fueron diferentes de los escitas.
Una de las historias que cuenta Heródoto sobre el origen de los escitas es de carácter mítico, sobre determinados objetos mágicos caídos del cielo:

Durante el reinado de los tres hermanos [se refiere a Lipoxais, Arpoxais y Colaxais], se precipitaron de lo alto del cielo unos objetos de oro, en concreto, un arado, un yugo, una sagaris  y una copa), que cayeron en Escitia. El hermano mayor, que fue el primero en verlos, se acercó con el propósito de apoderarse de ellos; pero, al aproximarse, el oro se puso al rojo. Cuando el mayor se alejó, se dirigió a ellos el segundo, pero el oro volvió a hacer lo mismo. Así pues el oro, al ponerse al rojo, rechazó a los dos primeros; sin embargo, cuando en tercer lugar se aproximó el benjamín, se extinguió la incandescencia y el muchacho se lo llevó a su casa. Ante estos prodigios, los hermanos mayores convinieron en entregarle al menor la totalidad del reino.

Aunque los estudiosos han tratado tradicionalmente a las tres tribus como algo geográficamente distinto, Georges Dumézil interpretó los regalos divinos como símbolos de ocupaciones sociales, ilustrando su función trifuncional de las sociedades tempranas indoeuropeas: el arado y el yugo simbolizan a los granjeros, la sagaris – los guerreros, el bol – los sacerdotes. Según Dumézil, «los infructuosos intentos de Arpoxais y Lipoxais, en contraste con el éxito de Colaxais, puede explicar por qué las capas más altas no era la de los granjeros o los magos, sino más bien la de los guerreros».

### Costumbres
Sus contemporáneos los consideraban salvajes y sanguinarios porque bebían la sangre de su primera víctima en una batalla y vestían con cueros cabelludos humanos.
Algunas tribus escitas no enterraban a sus muertos y esperaban que los buitres se los comieran, similar a los ritos zoroastras, y si esto ocurría era un augurio de bienestar para la tribu. El águila era una encarnación del dios del viento para algunos de ellos, copiaron esta creencia de los sumerios. También antes de una guerra enviaban pensamientos malos como saetas a los enemigos para matarlos y si éstos no morían o se enfermaban procedían a la guerra. Las tribus llamadas «escitas reales» que se asentaron en Ucrania, sembraban trigo para vendérselo a los griegos.
Además del origen histórico, según algunas leyendas se le atribuye a este pueblo que desciende del mismísimo Zeus del Olimpo. Los escitas tenían la creencia de que el oro les había sido proporcionado por los Arimaspos, seres de un solo ojo, los cuales habían robado tesoros de los nidos de los grifos.
Los hebreos creían que los cimerios (que en la Biblia se los conoce como descendientes de Gómer, el nieto de Noé por Jafet, su hijo) eran la tribu madre de los escitas criadores de caballos, que en el Libro del Génesis 10, 2-3 se los conoce a su vez como descendientes de Askenaz (o Askenazí), el primero de los tres hijos de Gómer mencionados en la Biblia en Génesis. También Magog, el segundo de los siete hijos de Jafet mencionados en la Biblia, es considerado un escita criador de caballos y camellos bactrianos. Siglos después Josefo confirma esta creencia en su historia del pueblo israelita.
Varios historiadores comentaron la imposibilidad de Darío I (rey persa de la dinastía de los aqueménidas) de conquistar la región ocupada por los escitas a pesar de haber triunfado ya sobre Anatolia y haber conquistado otros territorios importantes. Su antecesor en el trono Ciro el Grande pereció a manos de una tribu escita, los masagetas, durante una de sus campañas militares.
A nivel arqueológico se han descubierto numerosos objetos artesanales de oro de gran elaboración con motivos equinos, pues eran excelentes jinetes, expertos en hacer lazos e inventores-usuarios del arco de doble curva, o retratando su vida cotidiana; también la tumba de los reyes, que eran grandes túmulos (kurganes) donde, tras estrangularlos, eran enterrados junto al monarca sus más cercanos sirvientes, concubinas y hasta caballos.

### Militarismo

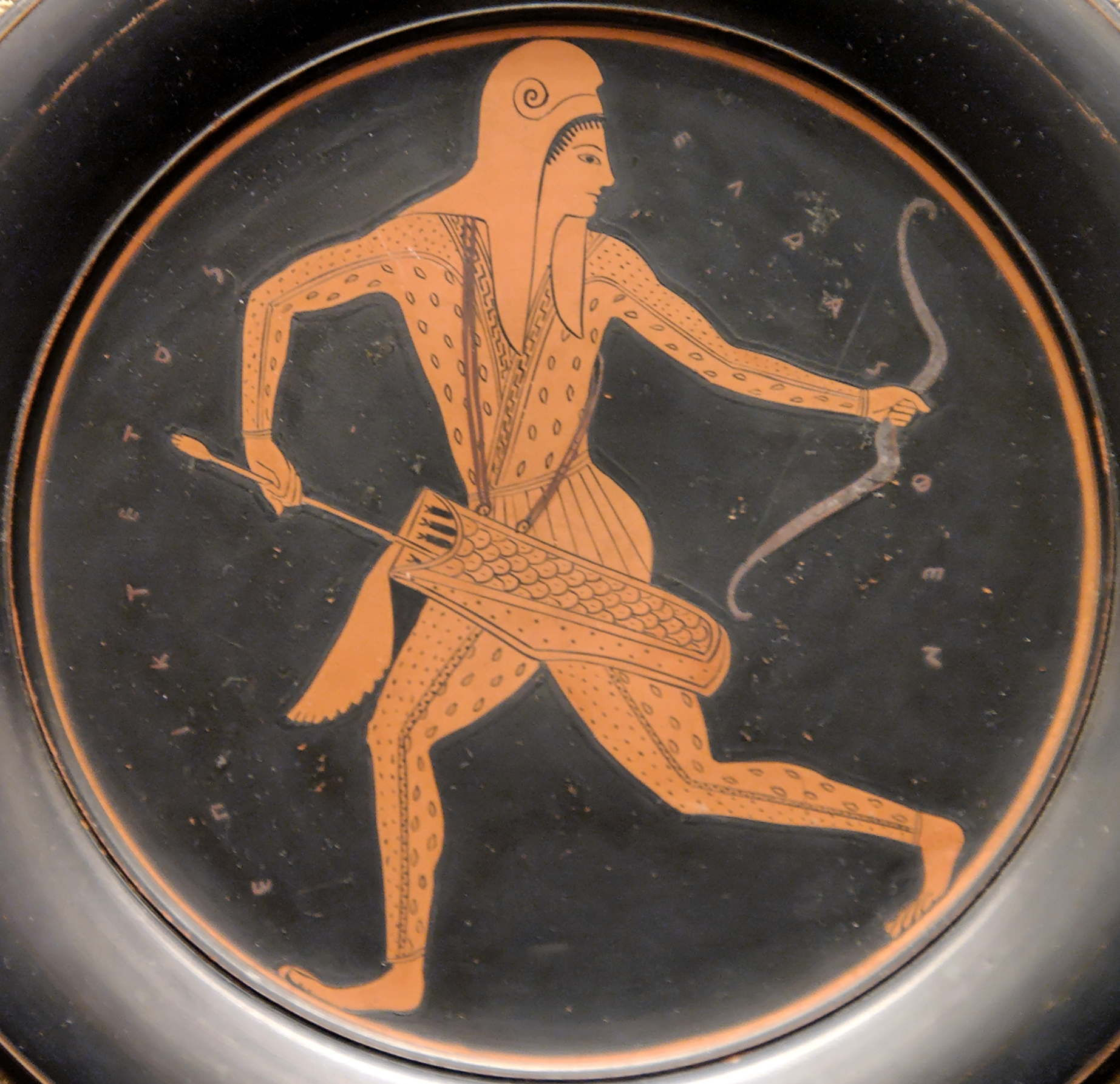
Arquero escita, tondo de un plato de figuras rojas de Epicteto, c. 520 a. C.–500 a. C., Museo Británico (E 135).

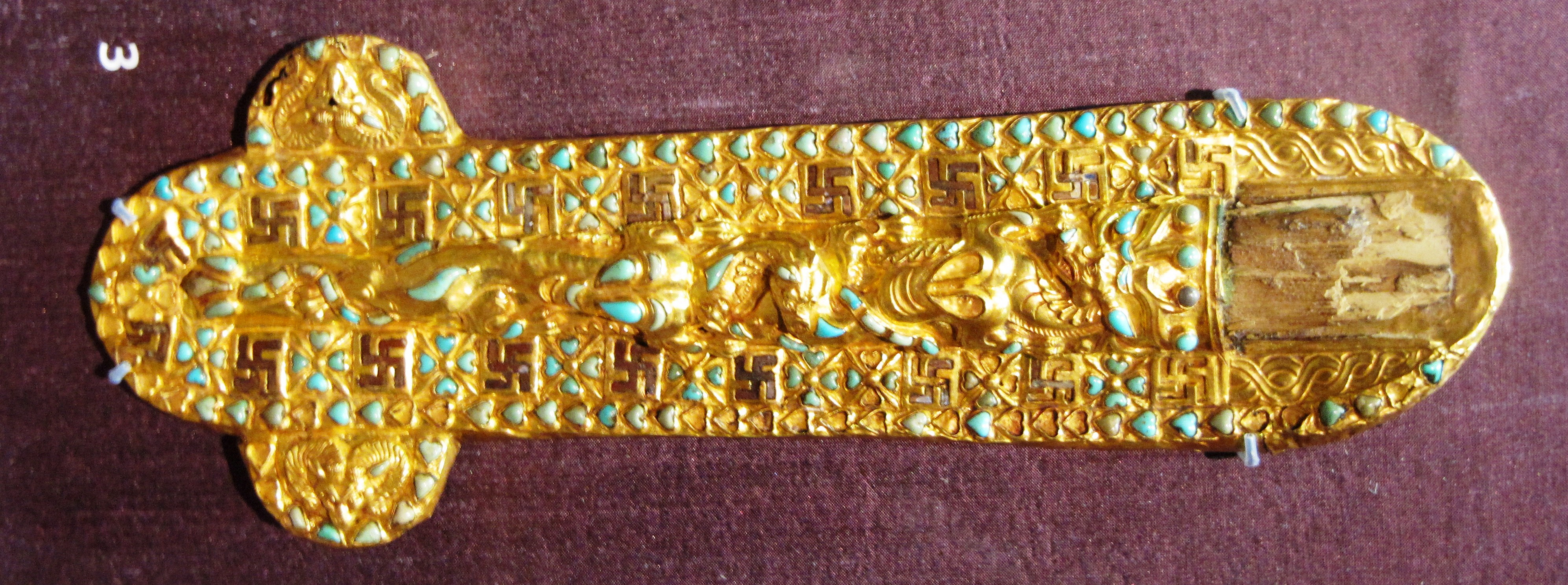
Funda para cuchillos.

Los escitas eran unos guerreros feroces y grandes jinetes. Dominaban perfectamente el uso del arco compuesto con flechas de bronce disparado a caballo. Además, tenían lanzas, dagas y hachas de doble filo de bronce. El arco escita era más bien pequeño para poder ser utilizado cómodamente a caballo, compuesto de madera, hueso y tendones de animales, recurvo, era un arma formidable. Los jinetes, además, portaban un característico carcaj llamado «gorytos», que contenía tanto las flechas como el pequeño pero potente arco. Además, los nobles escitas formaban una élite de caballería, con mejores armaduras y ciertas piezas precursoras de futuras bardas de caballería. Se equipaban con lanzas, jabalinas, hachas «sagaris» (que fue adoptada por muchos persas y luego por los macedonios) y escudos. Con el tiempo, fueron desarrollando tácticas de choque, aunque nunca abandonaron los arcos como arma. La armadura típica escita consistía en un coselete de cuero con piezas de hierro para los arqueros a caballo. Además, los escitas desarrollaron las primeras cotas de escamas de hierro o bronce cosidas solapadamente sobre los coseletes de cuero. Tenían tanto yelmos de láminas de bronce, como sus tradicionales gorros de fieltro picudos (gorros frigios, similares a los de los tracios, por ejemplo), reforzados con escamas metálicas. También solían adornarse con abundante orfebrería, tanto ellos como sus monturas.
Las espadas escitas medían unos 7 dm de largo y fueron evolucionando con el tiempo: de una hoja recta de dos filos fueron cambiando a una hoja en forma de triángulo isósceles, de un solo filo. Las empuñaduras y las hojas estaban profusamente decoradas, algunas eran auténticas obras de arte. Posteriormente algunas tribus escitas se asentaron y se volvieron agricultores alrededor del mar Negro. Estas tribus redujeron su caballería y comenzaron a aportar infantería competente, básicamente arqueros y tropas auxiliares.
Con gran movilidad, los escitas podían enfrentarse a infantería y caballería más voluminosa, simplemente retirándose hacia las estepas. Semejantes tácticas desgastaban a sus enemigos, haciendo más fácil derrotarlos. Los escitas eran guerreros conocidos por su agresividad. «Luchaban para vivir y vivían para luchar» y «bebían la sangre de sus enemigos y usaban los cráneos como servilletas».
Gobernados por un grupo pequeño de élites estrechamente aliadas, los escitas tenían reputación como arqueros, y muchos se empleaban como mercenarios. Las élites escitas tenían como tumbas los kurganes: altos túmulos apilados sobre tumbas en cámara de madera de alerce, una conífera caducifolia que puede que tuviera un significado especial como un árbol de la vida-renovación, pues se alza desnudo en invierno. Los enterramientos en Pazyryk en los montes Altái incluyen a algunos escitas espectacularmente conservados de la «cultura Pazyryk» – incluyendo a la Doncella de hielo del siglo V a. C.
El tesoro de Ziwiye, un tesoro de objetos de plata y oro, así como marfil, que se encuentra cerca de la ciudad de Sakiz al sur del lago Urmia y que data entre el 680 y el 625 a. C., incluye objetos con rasgos escitas de «estilo animalístico». Un plato de plata de este yacimiento tiene algunas inscripciones, aún sin descifrar y es posible que represente algún tipo de escritura escita.
Los escitas también tenían reputación por el uso de flechas envenenadas y con púas de varios tipos, para una vida nómada centrada en los caballos – «se alimentaban de la sangre de los caballos» según Heródoto – y por su habilitad en la guerra de guerrillas.

### Ropas

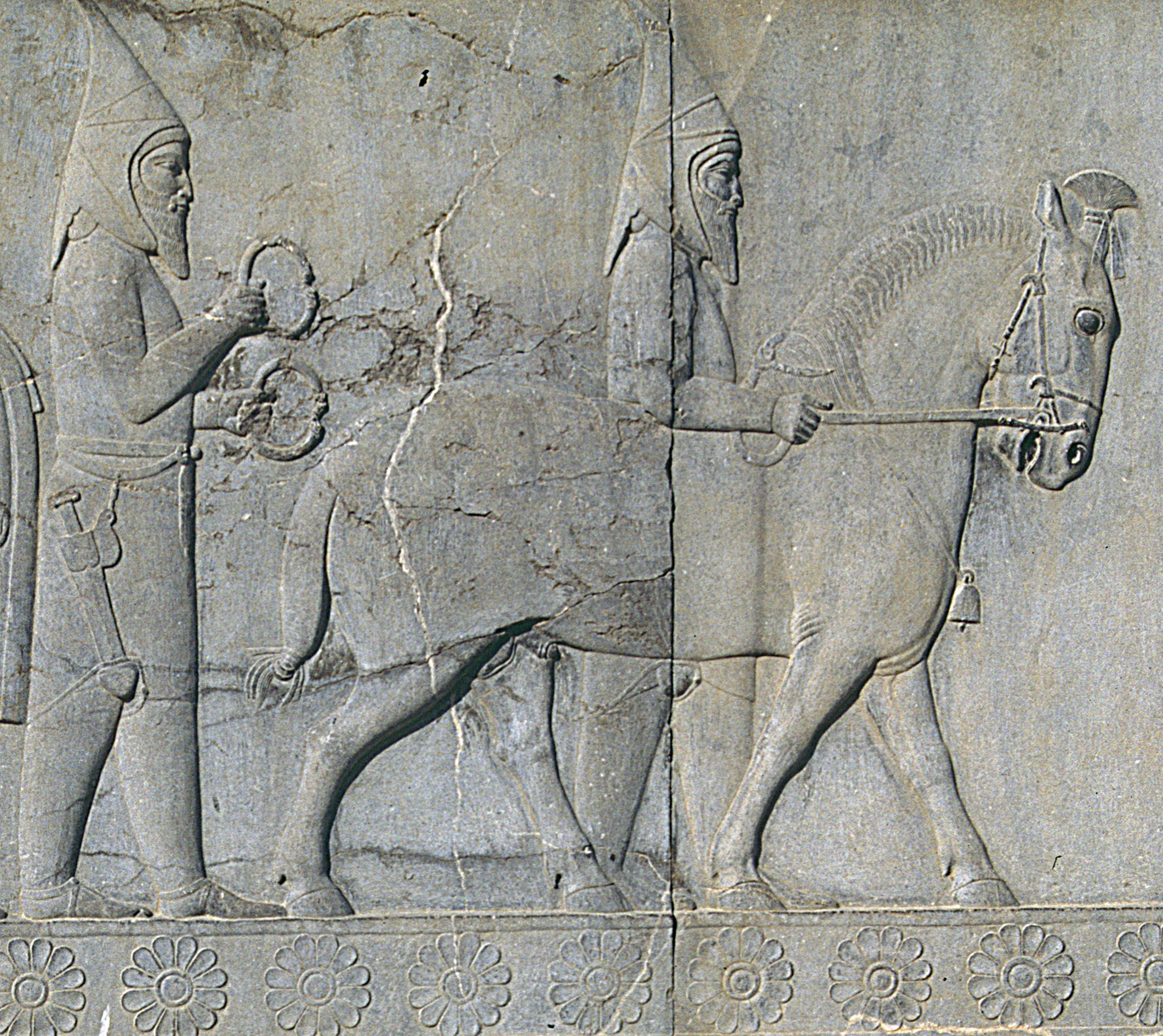
La delegación escita, relieve en las escaleras de la Apadana de Persépolis.

Heródoto cuenta que los escitas usaban cannabis, tanto para tejer su ropa como para limpiarse en su humo (Hist. 4.74–75); la arqueología ha confirmado el uso de cannabis en rituales funerarios.
Hombres y mujeres vestían de forma parecida. Un enterramiento en Pazyryk, descubierto en los años noventa, contiene los esqueletos de un hombre y una mujer, cada uno con armas, puntas de flecha, y un hacha. Los hallazgos en Pazyryk proporcionan el mayor número de ropajes conservados casi por completo que lucían los pueblos escitas/sakas. Los bajorrelieves persas, las inscripciones en la Apadana y en Behistún, la antigua cerámica griega, los hallazgos arqueológicos de Ucrania, Rusia, Kazajistán, China, etc. proporcionan representaciones visuales de estas prendas.
Un gorro saka asiático se ve claramente en un bajorrelieve de la escalera de la Apadana en Persépolis – gorro alto apuntado con solapas sobre las orejas y la nuca. Desde China al delta del Danubio, los hombres parecen haber lucido una variedad de gorros suaves – unos cónicos y otros más redondeados, parecidos a un gorro frigio.

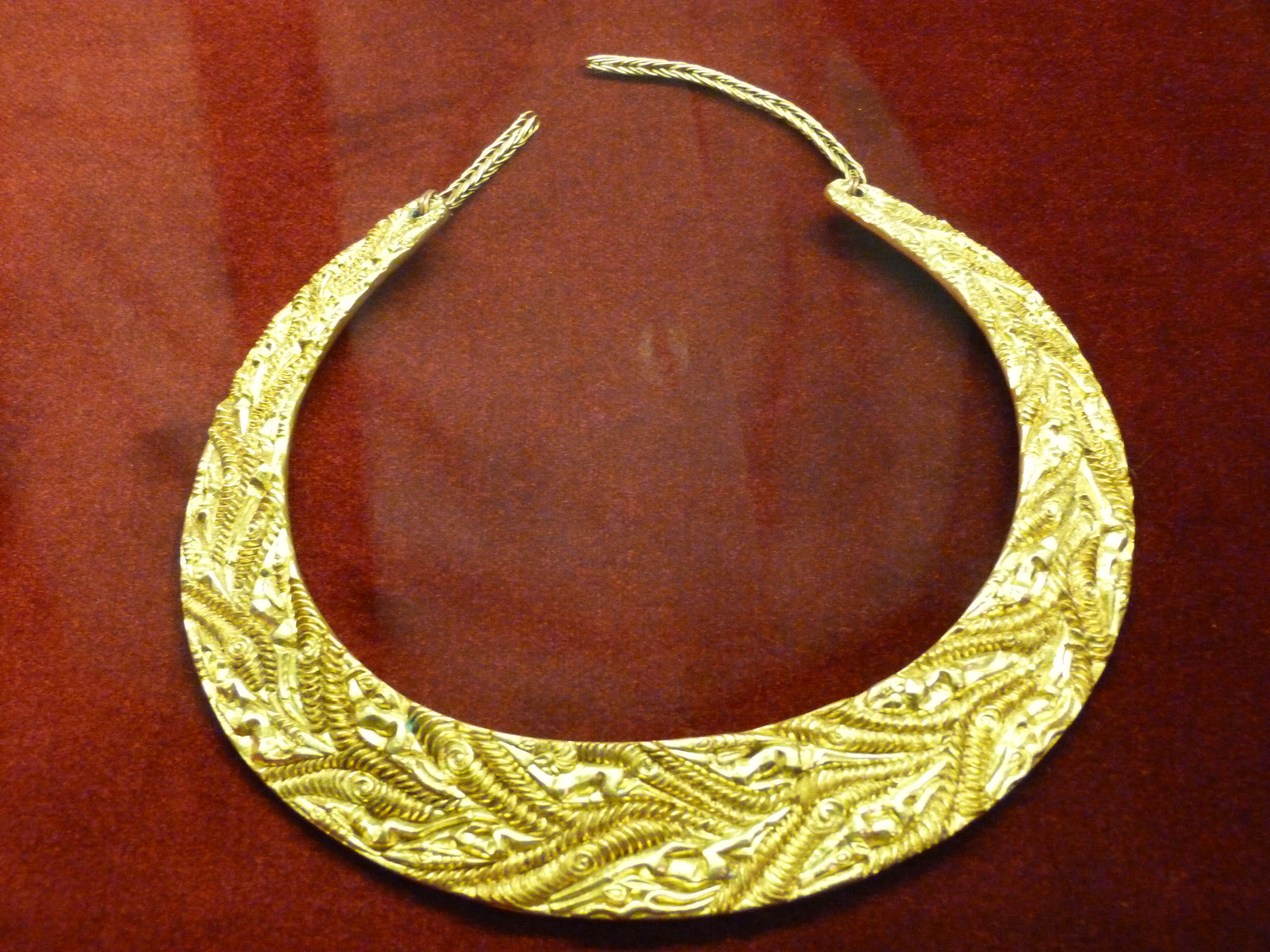
Pectoral de un túmulo en Arzhan.

Las mujeres presentaban mayor variedad de tocados, algunos de forma cónica, otras más como cilindros aplanados, también adornados con placas metálicas (doradas). Basándose en los hallazgos en Pazyryk (también se ven en dibujos en la roca en el sur de Siberia, urálicas y en Kazajistán) algunos gorros estaban rematados con esculturas de madera zoomórficas firmemente unidas a un gorro y formando parte integral del tocado, similar a los yelmos que nos han llegado de los nómadas del norte de China.
Tanto los hombres como las mujeres guerreras lucían túnicas, a menudo bordadas, adornadas con piezas de fieltro, o placas de metal (doradas).
La apadana de Persépolis sirve, de nuevo, como buen punto donde empezar a analizar las túnicas de los sakas. Parecen ser un ornamento de mangas largas, cosidas, que se entiende hasta las rodillas y llevan un cinturón mientras que las armas estaban unidas al cinturón (espada o daga, gorytos, hacha de combate, piedra de afilar, etc.). Según los numerosos hallazgos arqueológicos en Ucrania, el sur de Rusia y Kazajistán, los hombres y las mujeres guerreras lucían túnicas de mangas largas y siempre con cinturón, a menudo con ricos ornamentos. Los saka de Kazajistán (por ejemplo la Doncella/Hombre Dorado de Issyk) lucían túnicas más cortas y túnicas más ceñidas que los escitas de la estepa póntica. Algunos saka de la cultura Pazyryk lucían una túnica corta con cinturón con una solapa en el lado derecho, cuello vertical, mangas «hinchadas» estrechándose en la muñeca y apretada en estrechos puños de un color diferente al resto de la túnica.
Las mujeres escitas lucían ropas largas y sueltas, ornamentadas con placas de metal (oro). Las mujeres lucían chales, a menudo ricamente decoradas con placas de metal (dorado).
Los hombres y las mujeres llevaban abrigos, por ejemplo los sakas de Pazyryk tenían muchas variedades, desde la piel al fieltro. Podían haber llevado un abrigo de equitación que más tarde fue conocida como una ropa meda o Kantus. De mangas largas, y abierta, parece que es lo que lleva la delegación skudrana en la apadana de Persépolis. El tapiz de fieltro de Pazyryk muestra a un jinete llevando una capa ondulante.
Los hombres y las mujeres llevaban pantalones largos, a menudo adornados con placas de metal y bordados o adornados con apliques de fieltro; los pantalones podían haber sido más ancho o ceñidos dependiendo de la región. Los materiales usados dependieron de la riqueza, el clima y la necesidad.
Los hombres y las mujeres guerreras lucían varios tipos de botas, unas más largas y otras más cortas, botas-polainas con fieltro-cuero-lana y zapatos tipo mocasín. Eran de tipo simple o con cordones. Las mujeres a menudo llevaban zapatos suaves con placas de metal (oro).
Ambos sexos lucían cinturones. Los de los guerreros estaban realizados en cuero, a menudo con adornos de oro u otro metal y tenían muchas tiras de cuero unidas para atar el gorytos del dueño, o la espada, la piedra molas, el látigo, etc. Los cinturones se apretaban con metal o hebillas de cuerno, tiras de cuero y placas de cinturón de cuerno o metal (a menudo dorados).

### Arte

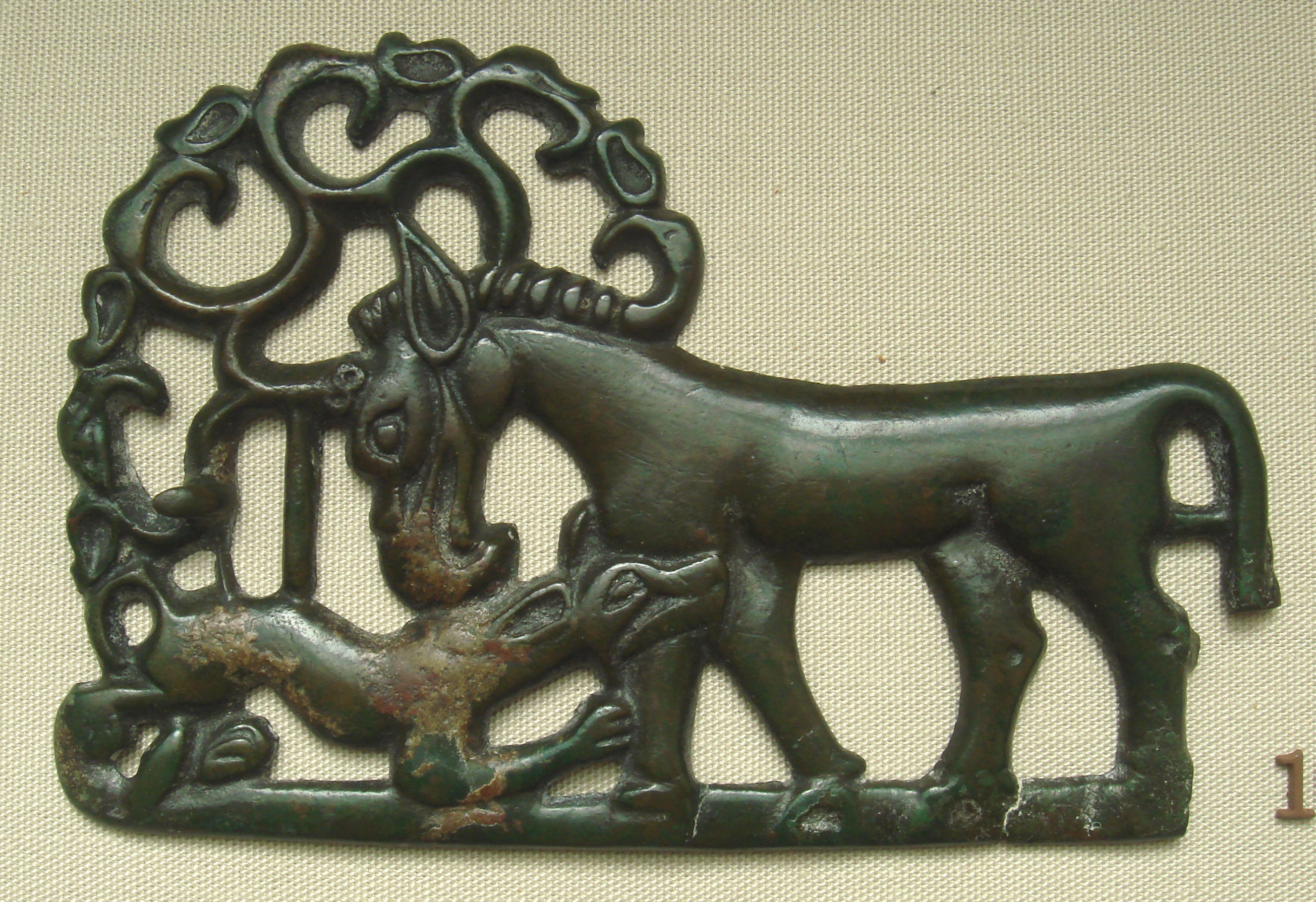
Placa de la cultura de Ordos realizada en bronce, ; un caballo atacado por un tigre.

Los contactos escitas con artesanos en colonias griegas a lo largo de las orillas septentrionales del mar Negro dieron como resultado los famosos adornos de oro escitas que se encuentran entre los más glamurosos artefactos de los museos del mundo. Etnográficamente es también extremadamente útil, el oro representa a los escitas como hombres barbados, caucasoides de pelo largo. Las obras «greco-escitas» representando a escitas dentro de un estilo mucho más helénico datan de un período posterior, cuando los escitas ya habían adoptado elementos de la cultura griega, y las piezas reales más elaboradas se asume que se hicieron por orfebres griegos para este lucrativo mercado. Otras piezas de metal del otro extremo de la estepa euroasiática usan un estilo animalístico, mostrando animales, a menudo en combate con sus piernas dobladas por debajo. Los orígenes de este estilo aún se debate, pero probablemente ambos recibieron y dieron influencias en el arte de los pueblos sedentarios vecinos, y actuaba como una ruta rápida para la transmisión de motivos por todo lo ancho de Eurasia.

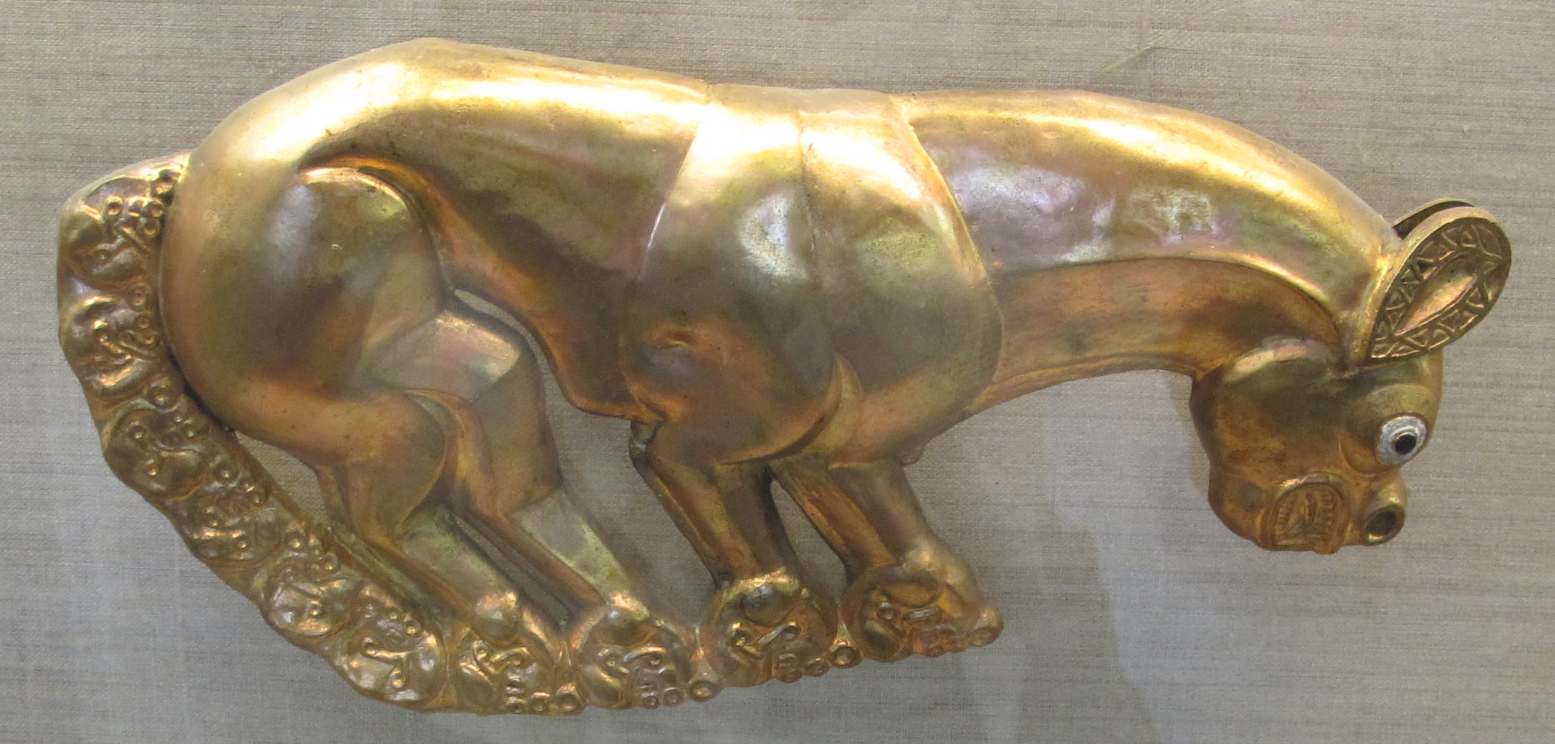
Placa de oro con una pantera, probablemente de un escudo o un pectoral, 13 in/33 cm de largo, finales del

Objetos escitas supervivientes son en su mayor parte piezas portátiles realizadas en metal: elaborada joyería personal, ornamentos de armas y adornos de caballería. Pero hallazgos de yacimientos con permafrost muestran tejidos ricos y brillantemente coloreadas, trabajo en cuero y en madera, por no mencionar tatuajes. Las piezas reales occidentales ejecutaron motivos animales centro-asiáticos con realismo griego: grifos alados atacando caballos, ciervos en batalla, renos, y águilas, combinados con motivos cotidianos como el ordeño de ovejas.

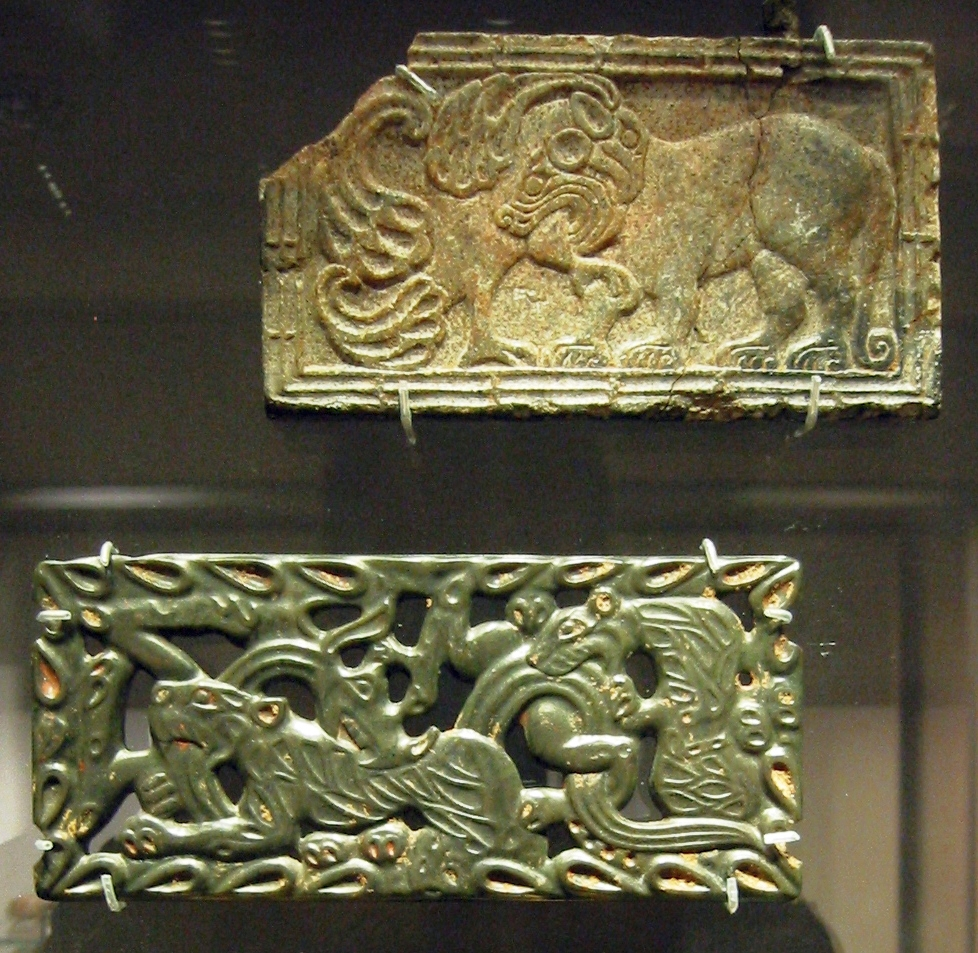
Placas de esteatita y jade chinas, en estilo animalístico escita de las estepas. - Museo Británico.

En 2000, la exposición itinerante «Oro escita» presentó al público estadounidense los objetos realizados para nómadas escitas por artesanos griegos del norte del mar Negro, y enterrados con sus propietarios escitas bajo túmulos de enterramiento sobre las llanuras de lo que hoy es Ucrania. En 2001, el descubrimiento de túmulos de enterramiento reales escitas inalterados ilustraron oro de estilo animalístico escita que carece de la directa influencia de estilos griegos. Cuarenta y cuatro libras de oro pesaban sobre la pareja real en este enterramiento, descubierto cerca de Kyzyl, capital de la república siberiana de Tuvá.
Influencias antiguas de Asia central se identificaron en China después de contactos de la metropolitana China con territorios fronterizos nómadas del oeste y el noroeste desde el siglo VIII a. C. Los chinos adoptaron el arte animalístico de estilo escita de las estepas (descripciones de animales enganchados en combate), particularmente las placas de cinturón rectangulares hechas en oro o en bronce, y crearon sus propias versiones en jade y esteatita.
Tras su expulsión por los yuezhi, algunos escitas puede también que emigraran a la zona de Yunnan en el suroeste de China. Los guerreros escitas puede que también sirvieran como mercenarios para los diversos reinos de la antigua China. Las excavaciones de arte prehistórico de la civilización Dian de Yunnan han revelado escenas de caza de jinetes caucasoides en ropas centroasiáticas.
Las influencias escitas han sido identificados en lugares tan lejanos como Corea o Japón. Varios artefactos coreanos, como las coronas reales del reino de Silla, se dice que son de diseño escita. Coronas parecidas, logradas a través de contactos con el continente, se pueden encontrar también en el Japón de la era Kofun.

### Religión

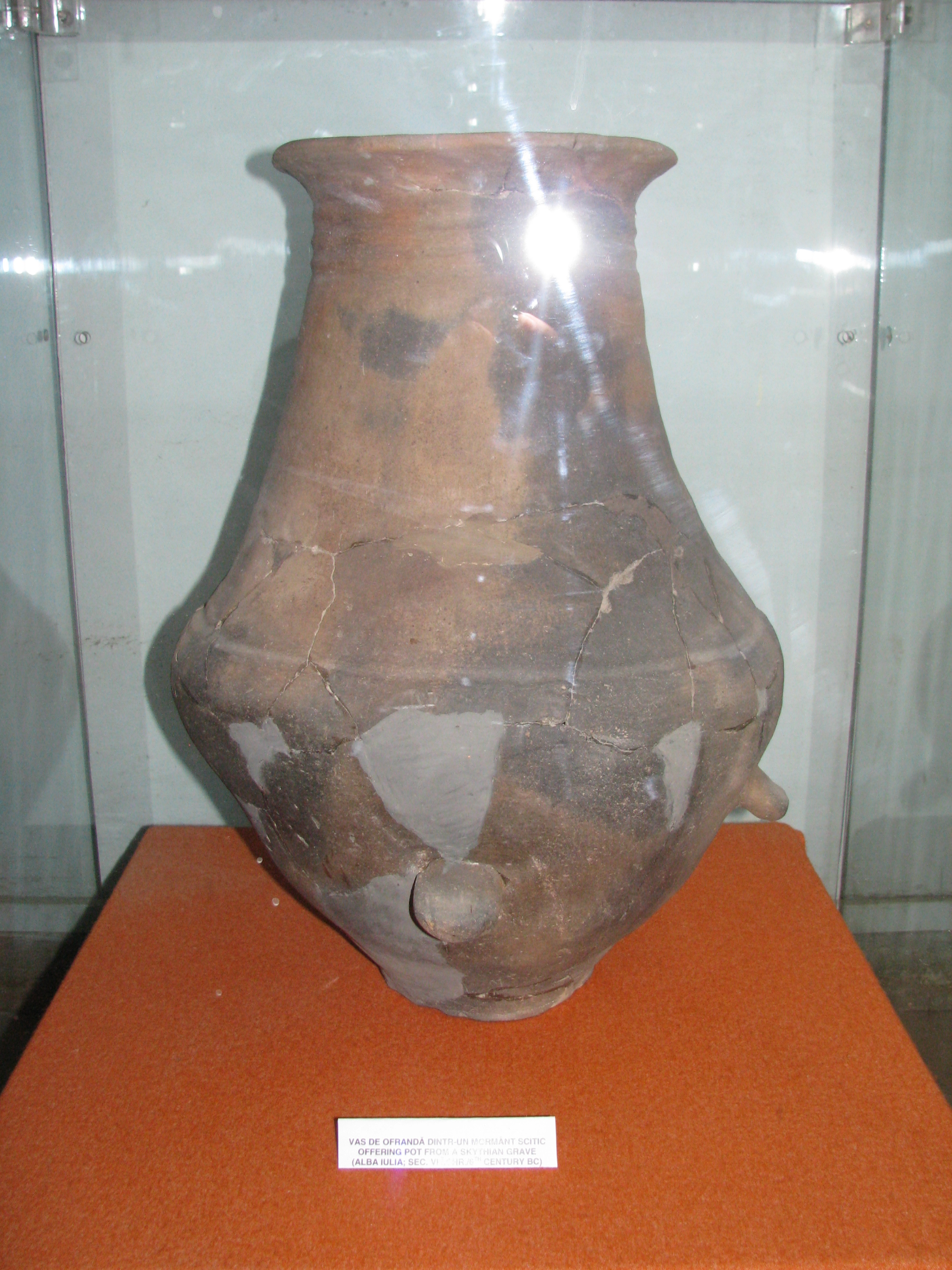
Vaso de ofrendas de una tumba escita en Alba Iulia, Rumanía, Expuesto en el Museo Nacional de la Unión, Alba Iulia.

Las creencias religiosas de los escitas eran del tipo de religión irania pre-zoroastriana y difería de los pensamientos iranios post-zoroastrianos. La figura prominente del panteón escita es Tabiti, quien más tarde fue reemplazado por Atar, el panteón del fuego de las tribus iranias, y Agni, la deidad de fuego de los indoarios. La creencia escita era una etapa más arcaica que el zoroastrianismo y el hinduismo. El uso de cannabis para inducir el trance y la adivinación por augures era una característica del sistema de creencias escitas. Una clase de sacerdotes, los enarei, veneraban a la diosa Argimpasa y asumían identidades femeninas.

### Territorio
Escitia era un área de Eurasia habitada en la antigüedad por un pueblo iranio conocido como los escitas. Su situación y extensión varió a lo largo del tiempo, desde la región del Altái, donde se unen Mongolia, China, Rusia, y Kazajistán hasta la del bajo Danubio y Bulgaria.
Su territorio llegó a extenderse por unos 6,000 km, desde Hungría hasta Manchuria, gracias a un hecho clave en su cultura: la domesticación del caballo. En Manchuria se han encontrado tumbas con momias de personas de esta cultura: largos gorros, cabello pelirrojo y rica orfebrería. 
Los historiadores grecolatinos de la antigüedad situaban a la Escitia (Escithia) en la costa norte del mar Negro, las llanuras al norte del Cáucaso y en la zona al norte del mar Caspio; aunque el territorio ocupado por los escitas, con fronteras (en especial las septentrionales) poco definidas, fluctuaba constantemente, es así que las antiguas crónicas chinas ubican poblaciones escitas en zonas que actualmente corresponden al Xinjiang.
Dado su modo de vida y producción (pueblo cazador-recolector y depredador) y al hecho de haber sido grandes jinetes, hace que, en términos generales, su territorio fuera el del extenso cinturón de estepas que se encuentra en el centro de Eurasia.
En la zona noreste de la nación escita (en el curso medio del río Volga sobre Samara) vivían los budinos y los gelonos.

### Etnografía

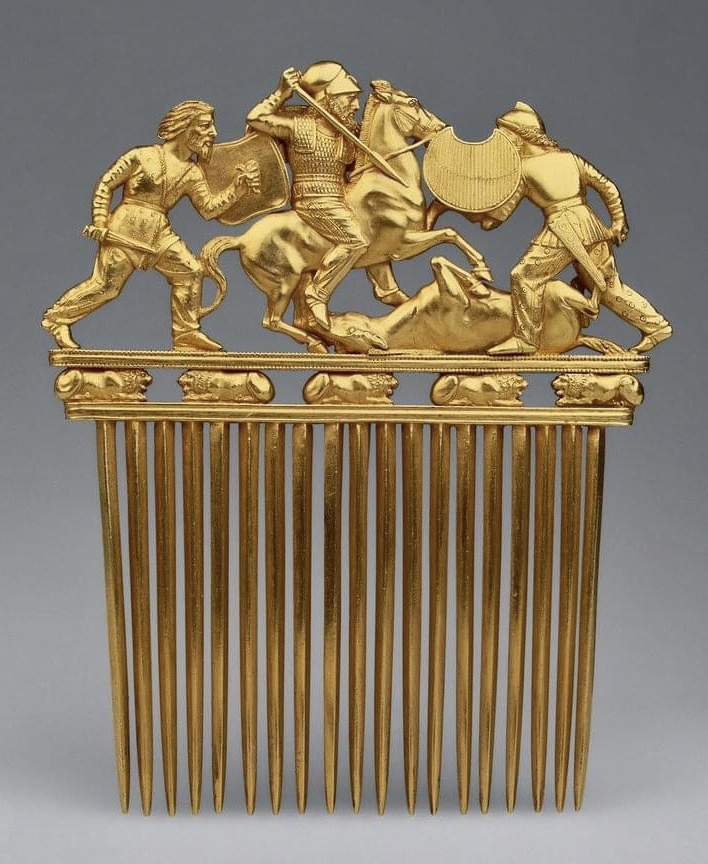
Peine de oro escita de Soloja con escena de lucha. Siglos V y IV a. C..

Se agrupaban en forma de bandas de merodeadores hostiles. Sus rostros estaban curtidos por el clima y usaban largas cabelleras desaliñadas, o trenzadas y los adultos, barba. Solían beber de cráneos humanos (de sus enemigos), de los cuales conservaban el cuero cabelludo como trofeo. Para soportar mejor el hambre durante sus largas marchas por las estepas y desiertos solían ceñirse fuertemente los cinturones.
Los hombres, especialmente durante los combates, se adornaban con gorros que exhibían cornamentas (en especial de ciervo), se hacían tatuajes en el cuerpo y clavaban un sable en la tierra para adorarlo en representación del dios de la guerra. Asimilaron al dios de la guerra griego Ares. No tenían templos para adorar a sus dioses. También llamaba la atención sus ropas de gran colorido, confeccionadas con cuero, piel y fieltro, y que solían representar, de forma muy estilizada y dinámica, a animales (ciervos, tigres, panteras, etc.); en suma, un estilo típico del llamado arte de las estepas.
También, gracias al estudio del ADN, se ha tenido que cambiar el enfoque de como era su sociedad, dado que casi la mitad de los entierros considerados antes de varones pertenecían a mujeres, casi siempre con lesiones en el cráneo o huesos rotos por armas, lo cual indica que, como el mito griego sobre las amazonas decía, las mujeres escitas combatían en igualdad con los hombres, y que niños y niñas eran educados de la misma manera. Incluso alguna mujer llegó a situarse en el máximo puesto de liderazgo: como Espariza, princesa que agrupó a diversas tribus para defenderse de los persas, a quienes rechazaron. 
Vivían en chozas de ramas montadas sobre sus carros de macizas ruedas, en constante movimiento entre el Danubio y el Don o mucho más lejos. Las chozas eran redondas o rectangulares, de generosas proporciones, de dos o tres habitaciones. Sus paredes generalmente eran de mimbre, pero también las construían con ramas atadas con correas, y las revestían con barro o fieltro para protegerse de las lluvias y la nieve. Las más pequeñas se desplazaban sobre 4 ruedas y las de mayor tamaño sobre 6, siendo arrastradas por bueyes.
Eran hábiles jinetes y mejores guerreros y utilizaban el arco y la flecha. Incluso cabalgando tenían una sorprendente habilidad para disparar. Utilizaban rudimentarias monturas sin estribos, pero eran sumamente hábiles para mantener el equilibrio sobre el animal. Esto, en épocas en que los pueblos europeos no habían desarrollado sus cuerpos de caballería y solo poseían infantería y carros de guerra, les permitió desplegar devastadoras maniobras de gran movilidad, exhibiendo inteligentes tácticas, resultado de generaciones de combates a caballo. Gracias a esto, llegaron a realizar incursiones en el Oriente Próximo.
No concebían la vida sin el caballo (era frecuente que adornaran las colas de sus caballos trenzándolas de modo que parecieran un manojo de serpientes), incluso la muerte: un escita rico podía llevarse a la tumba hasta cien caballos.
También los utilizaban como alimento, comiéndoselos y ordeñando a las yeguas para fabricar quesos y kumis (una bebida alcohólica a base de yogur).
Utilizaban armaduras de cuero y ropas con mangas angostas que les permitían libertad de movimiento. Utilizaban como armamento, además del arco y la flecha, una espada de hoja recta de bronce o de hierro, y un escudo de cuero reforzado con placas metálicas. Durante sus incursiones montaban manteniendo una notable armonía de movimientos, e incluso se alimentaban montados en sus caballos, que obtenían de las manadas salvajes de las estepas. Muchas de sus costumbres fueron adoptadas luego por los hunos.
Cada hombre tenía gran cantidad de esposas y éstas su comitiva. Las cortes de los ricos parecían mercados, donde la menos importante de las esposas podía llegar a tener unas 20 casas rodantes para sus sirvientes. La poliginia tenía razones económicas. Los hombres se ocupaban de la caza y la guerra, mientras que las mujeres se ocupaban de los animales, la generación de alimentos, construcción de las casas, el curtido de pieles, con los que hacían ropas y zapatos, y otros elementos con los que también comerciaban. Por otra parte, dada la división sexual del trabajo que existía entre ellos y la índole de las actividades asignadas a los varones (caza, depredación y guerra) es casi seguro que había una elevada cantidad de mortandad de varones en edad reproductiva por lo cual la forma de compensar el "déficit" de varones era la poliginia.
Dado que desconocían la escritura, no contamos con documentos escitas, pero se los reconoce históricamente por las descripciones hechas por Heródoto, Hipócrates y otros. Estos escritores han descrito de igual manera a diversas tribus con similar comportamiento, sobre todo en sus tradiciones funerarias, de las cuales se conoce la gran pompa que exhibían al momento de enterrar a sus reyes o personajes importantes. Entonces, el término escita no designa a un único pueblo, sino a numerosos grupos de individuos que compartían una cultura común.
Sus tumbas eran sumamente visibles, ya que enterraban a sus muertos resaltando su ubicación apilando tierra y rocas para formar montículos (kurganes, en ruso), confiando en que sus enemigos no molestarían a sus muertos en su última morada, dado el temor que suscitaban los escitas a aquellos a quienes sometían.
Durante el siglo XVIII, Pedro el Grande, zar de Rusia, construyó el Museo Imperial donde se exhibieron parte de los tesoros encontrados al suroeste ruso, entre las estepas del Dniester y el Volga, donde se estima que existen unos 100.000 túmulos de esta clase, siendo la zona siberiana de Minunsinsk donde se encuentra la mayor concentración de estas tumbas. Las piezas recuperadas de las tumbas escitas se encuentran actualmente en el Museo del Hermitage en San Petersburgo.

## Idioma

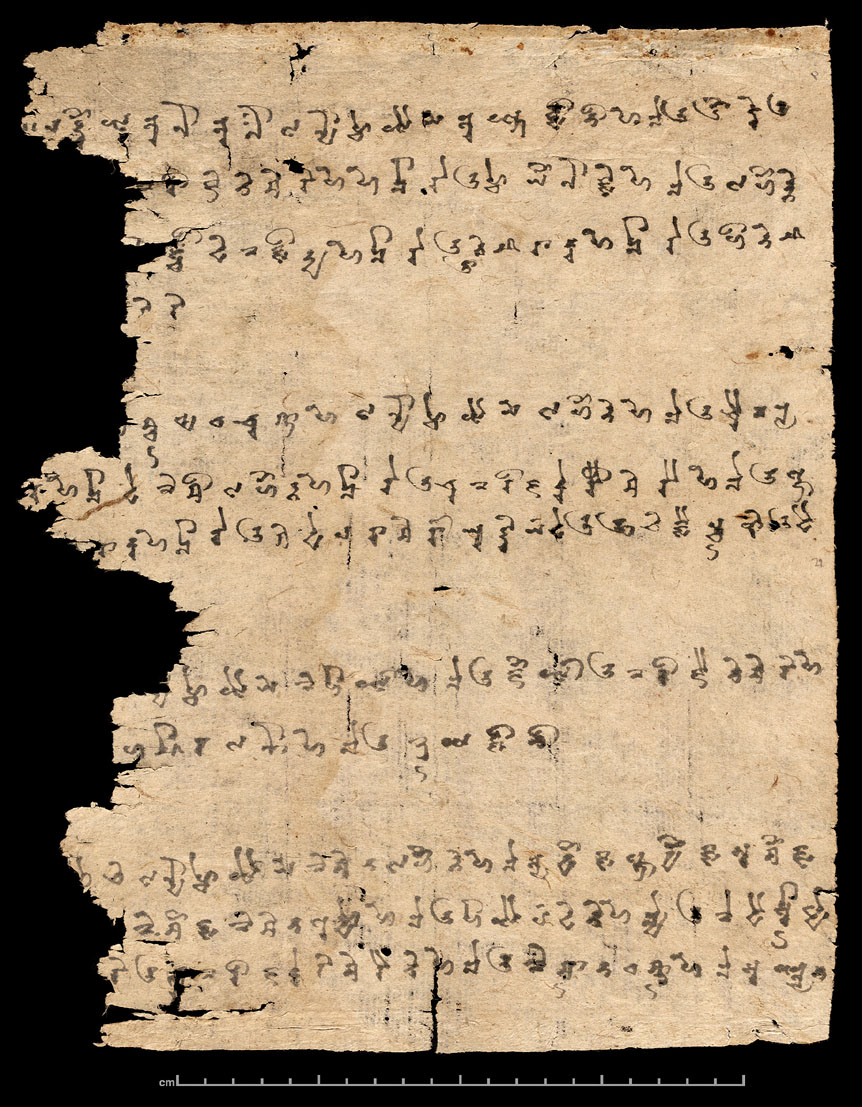
Un documento procedente de Jotán escrito en saka jotanés, partes de la rama irania oriental de las lenguas indoeuropeas, enumerando los animales del zodiaco chino en el ciclo de predicciones para la gente nacida en ese año; tinta sobre papel, principios del.

El grupo escita de lenguas en el período antiguo son algo esencialmente no comprobado, y su divergencia interna es difícil de juzgar. Pertenecían a la familia de lenguas iranias orientales. Si todos los pueblos incluidos en la cultura arqueológica «escito-siberiana» hablaban idiomas de esta familia es algo que no se sabe seguro.
Las lenguas escitas pueden haber formado un continuo dialectal: «escito-sármata» en el oeste y «escito-jotanés» o saka en el este. El consenso académico moderno es que el idioma saka, antepasado de los idiomas del Pamir en el norte de la India y jotanés en Xinjiang, China pertenece a las lenguas escitas. Las lenguas escitas estaban en general marginadas y asimiladas como una consecuencia de la expansión eslava y túrquica durante la Antigüedad tardía y principios de la Edad Media. Algunos restos de los grupos orientales han sobrevivido como los modernos idiomas pamiri y pastún en Asia central. El grupo occidental (sármata) del antiguo escita sobrevivieron como el idioma medieval de los alanos y con el tiempo dieron lugar al moderno idioma osetio.
Evidencia del idioma «escito-jotanés» iranio medio sobrevive en la China del Noroeste, donde documentos en idioma saka-jotanés, que van desde textos médicos a literatura budista, se han encontrado principalmente en Jotán y Tumshuke (noreste de Kashgar). Son textos muy anteriores a la llegada del Islam a la región bajo los qarajánidas túrquicos. Documentos similares al idioma saka-jotanés se encontraron en Dunhuang y datan en su mayor parte del siglo X.

## Apariencia física
Los primeros análisis físicos han concluido unánimemente que los escitas, incluso aquellos del este (como por ejemplo en la región de Pazyryk), poseían predominantemente rasgos «európidos», aunque aparecen también mezclas con fenotipos «euro-mongoloides», dependiendo del lugar y el período.
En las obras de arte, los escitas mostraban rasgos europeos. En su Historia, Heródoto describe a los budinos de Escitia como de «ojos intensamente azules y la tez rubicunda». En el siglo V a. C., el físico griego Hipócrates argumentó que los escitas tenían piel purron (rubicunda). En el siglo III a. C., el poeta griego Calímaco describió a los arimaspos de Escitia como de cabello claro. El enviado del siglo II a. C. de la China Han Zhang Qian describió a los sai (saka) como teniendo ojos azules y amarillo (probablemente queriendo decir avellana o verde). En su Historia natural, el autor romano del siglo I Plinio el Viejo caracteriza a los seres, a veces identificados como iranios o tocarios, como de pelo rojo y ojos azules. A finales del siglo II, el teólogo cristiano Clemente de Alejandría dice que los escitas eran de pelo claro. El filósofo griego del siglo II Polemón incluye a los escitas entre los pueblos septentrionales caracterizados por el pelo rojo y los ojos azul grisáceo. A finales del siglo II o principios del siglo III, el médico griego Galeno declara que los sármatas, escitas y otros pueblos septentrionales tienen el pelo rojizo. El historiador romano del siglo IV Amiano Marcelino escribió que los alanos, un pueblo estrechamente relacionados con los escitas, eran altos, rubios y de ojos claros. Gregorio de Nisa, obispo de Nisa en el siglo IV escribió que los escitas eran de piel clara y pelo rubio. El médico del siglo V Adamantio, quien a menudo sigue a Polemón, describe a los escitas como de cabello claro. Es posible que las descripciones físicas posteriores de Adamantio y Gregorio de los escitas se refieran a tribus germánicas orientales, pues las fuentes romanas se referían a estas últimas, a menudo, como «escitas».

## Historiografía

### Heródoto

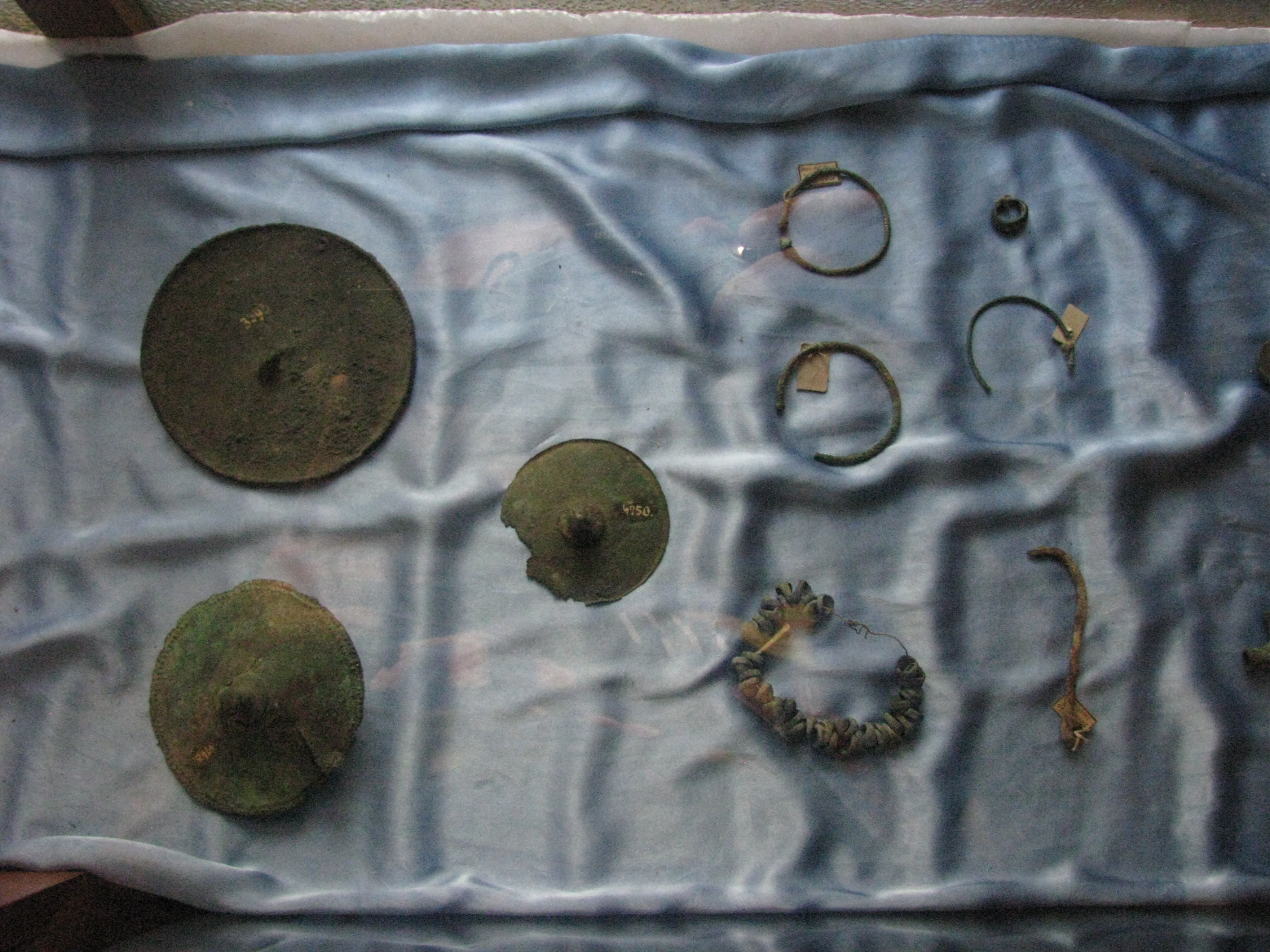
Artefactos escitas originarios de los yacimientos en Transilvania, expuestos en el Museo de Historia de Aiud, Aiud, Rumanía.

Heródoto escribió sobre una ciudad enorme, Gelono, en la parte norte de Escitia, en el país de los budinos, quizás un lugar cerca de la moderna Bilsk, Kotelva Raion, Ucrania:
En su país hay edificada una ciudad de madera, cuyo nombre es Gelono. Cada lado de su perímetro defensivo tiene una longitud de treinta estadios (τριήκοντα σταδίων = c. 5.5 km); es, además, alto y todo él de madera, al igual que las casas y los santuarios de sus habitantes; pues resulta que en esa ciudad hay santuarios consagrados a dioses griegos y construidos según los modelos griegos, con imágenes, altares y templos de madera. Y cada dos años celebran fiestas en honor de Dioniso, así como los ritos báquicos, ya que, por su origen, los gelonos son griegos que se vieron obligados a abandonar sus emporios marítimos y se establecieron entre los budinos. Estas gentes hablan una lengua medio escita medio griega.
Heródoto y otros historiadores clásicos enumeraron una serie de tribus que vivían cerca de los escitas, y presumiblemente compartían el mismo entorno y cultura nómada de las estepas, a menudos llamada «cultura escita», incluso aunque los estudiosos podían tener dificultades a la hora de determinar la relación exacta con los «escitas lingüísticos». Una lista parcial de estas tribus incluyen a los agatirsos, los gelonos, los budinos y los neuros.
Heródoto presentaba cuatro diferentes versiones de los orígenes escitas:
1. Primeramente (4.7), la leyenda de los escitas sobre ellos mismos, que presenta al primer rey escita, Targitao, como el niño del dios-cielo y de una hija del Dniéper. Targitao supuestamente vivió mil años antes de la fallida invasión persa de Escita, o alrededor del 1500 a. C. Tenía tres hijos, ante los cuales cayeron del cielo una serie de cuatro objetos de oro: un arado, un yugo, una copa y un segur. Solo el hijo menor logró tocar los objetos de oro sin que ellos ardieran, y los descendientes de este hijo, llamados por Heródoto los «escitas regios», continuaban guardándolos.
2. En segundo lugar (4.8), una leyenda narrada por los griegos pónticos presenta a Escita, el primer rey de los escitas, como un hijo de Heracles y un ser bifronte, mitad mujer, mitad serpiente, que pudiera tratarse de la diosa escita Tabiti.
3. En tercer lugar (4.11), en la versión que Heródoto cree más, los escitas venían de la parte más meridional de Asia central, hasta que una guerra con los masagetas (una poderosa tribu de nómadas de las estepas que vivieron justo en el noreste de Persia) los obligaron a irse hacia el oeste.
4. Finalmente (4.13), una leyenda que Heródoto atribuye al poeta Aristeas de Proconeso, que pretendía encontrarse estando en éxtasis («poseído por Febo», llegó hasta los isedones, que expulsaron a los escitas de su país. Según esto, los escitas originariamente habrían vivido al sur de los montes Ripeos, y los isedones, presionados a su vez por los cíclopes, los empujaron hacia el oeste.

Los persas y otros pueblos en Asia se refieren a los escitas viviendo en Asia como sakas. 

### Estrabón
En el siglo I a. C., el geógrafo grecorromano Estrabón dio una amplia descripción de los escitas orientales, a quienes él ubicaba en Asia central más allá de Bactriana y Sogdiana.
Estrabón siguió enumerando los nombres de las varias tribus que él creía que eran «escitas», y al hacerlo casi con certeza los mezclaba con tribus no relacionadas del Asia central oriental.

Ahora la mayor parte de los escitas, empezando en el mar Caspio, se llaman Däae, pero aquellos que están situados más al este que estos se llaman masagetas y sacae, mientras que todo el resto reciben el nombre general de escitas, aunque cada pueblo recibe un nombre separado que le pertenece. Todos son en su mayor parte nómadas. Pero los más conocidos de los nómadas son aquellos que tomaron Bactriana a los griegos, quiero decir los asians, pasiani, tocarios, y sacarauli, quienes originalmente procedían del país al otro lado del río Iaxartes que está vecino al de los sacae y los sogdianos y estaba ocupado por los Sacae. Y en cuanto a los Däae, algunos de ellos son llamados parnos, algunos xanthii, y otros pissuri. Ahora, de estos, los aparni están situados lo más cerca de Hircania y la parte del mar que limita con ella, pero el resto se extiende incluso tan lejos como el país que se extiende paralelo a Aria.

Entre ellos e Hircania y Partia y extendiéndose tan lejos como los Arians está el gran desierto sin agua, que atravesaban con largas marchas y luego rebasaban Hircania, Nesaea, y las llanuras de los partos. Y estos pueblos estaban de acuerdo en pagar tributo, y el tributo era para permitir a los invasores en ciertos momentos prefijados para rebasar el país y llevarse botín. Pero cuando los invasores invadían su país más que lo que les permitía el acuerdo, le seguía la guerra, y a su vez sus disputas se arreglaban y empezaban nuevas guerras. Esta es la vida de los otros nómadas también, quienes están siempre atacando a sus vecinos y entonces a su vez arreglando sus diferencias.

(Strabo, Geography, 11.8.1; transl. 1903 by H.C. Hamilton & W. Falconer.)

### Fuentes indias

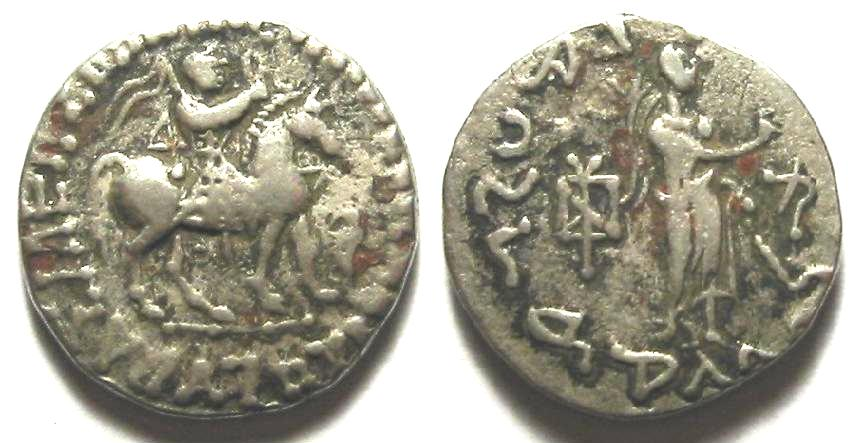
Moneda de plata del rey indoescita Azes II (gobernó h. 35–12 a. C.). Nótese el tamga real sobre la moneda.

### Uso moderno temprano

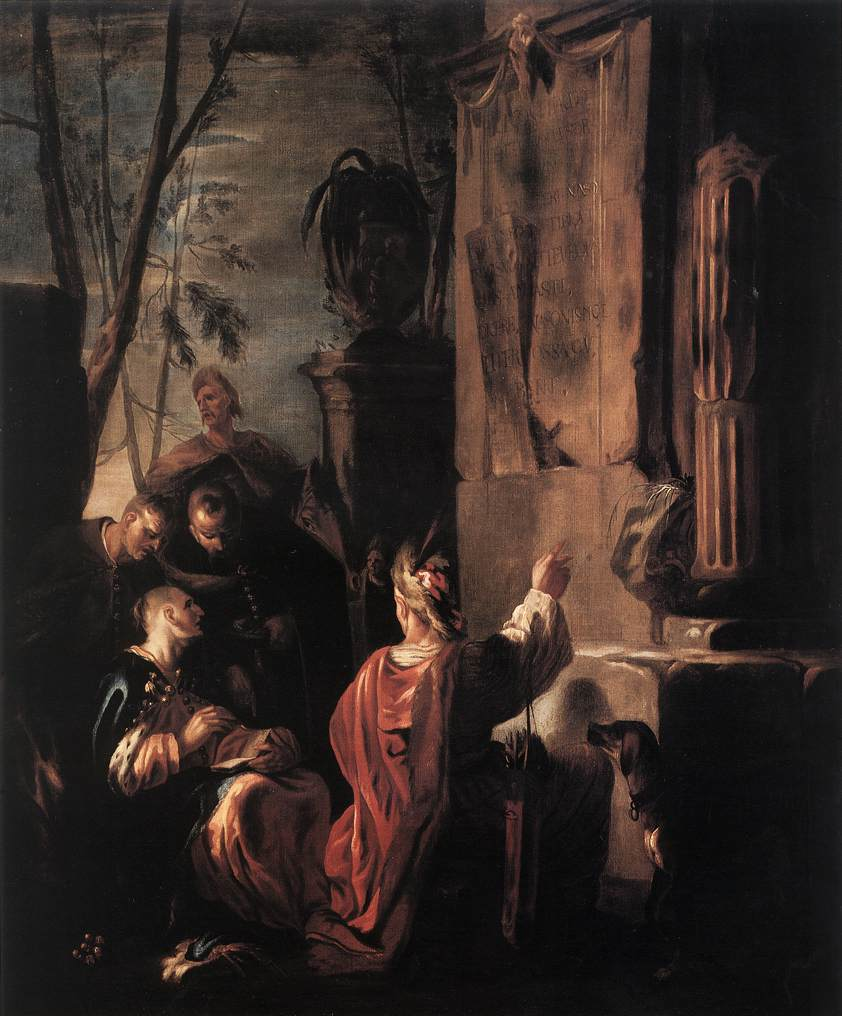
Escitas en la tumba de Ovidio (h. 1640), por Johann Heinrich Schönfeld.

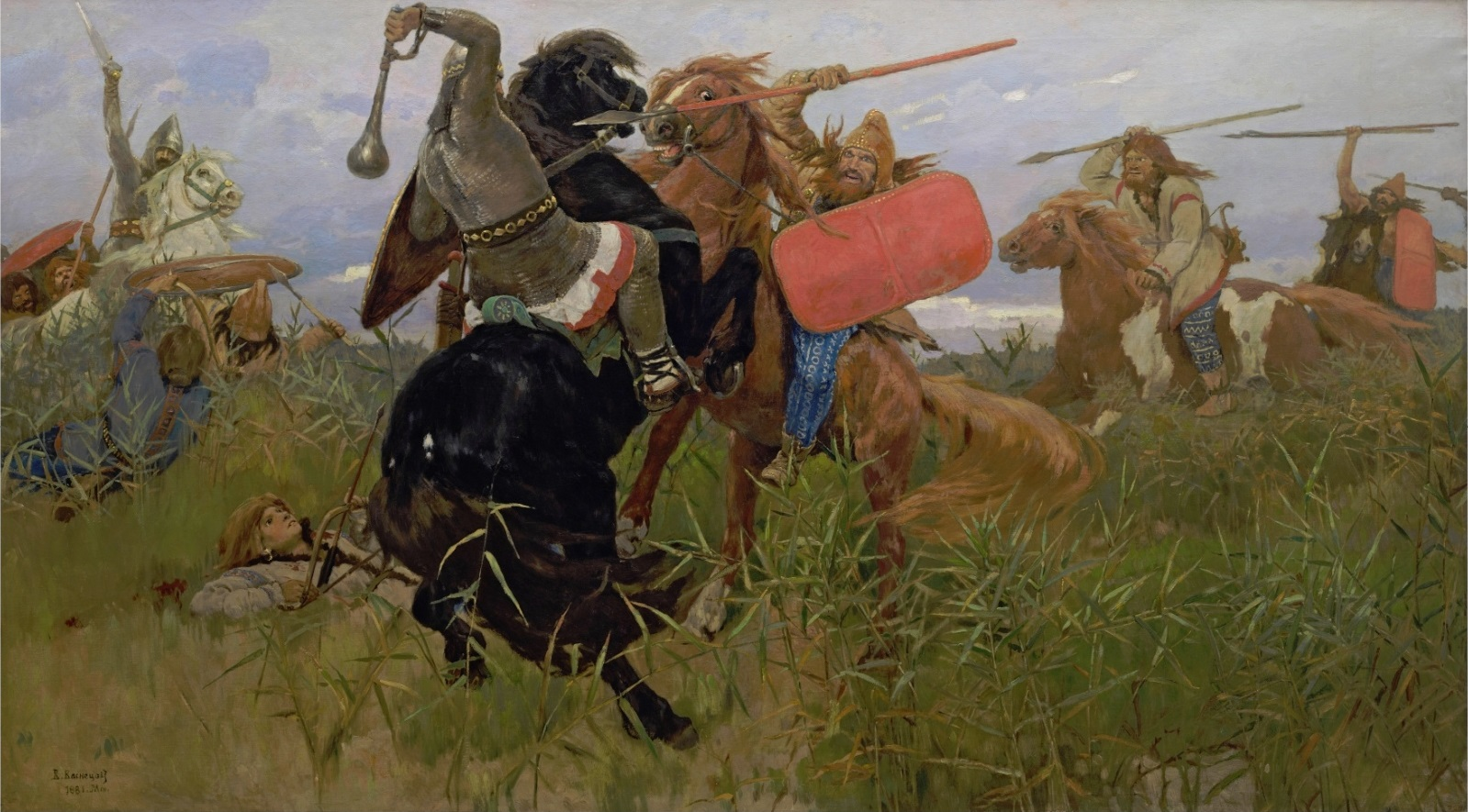
Nacionalismo romántico: Batalla entre los escitas y los eslavos (Viktor Vasnetsov, 1881).

### Pretensiones de descendientes

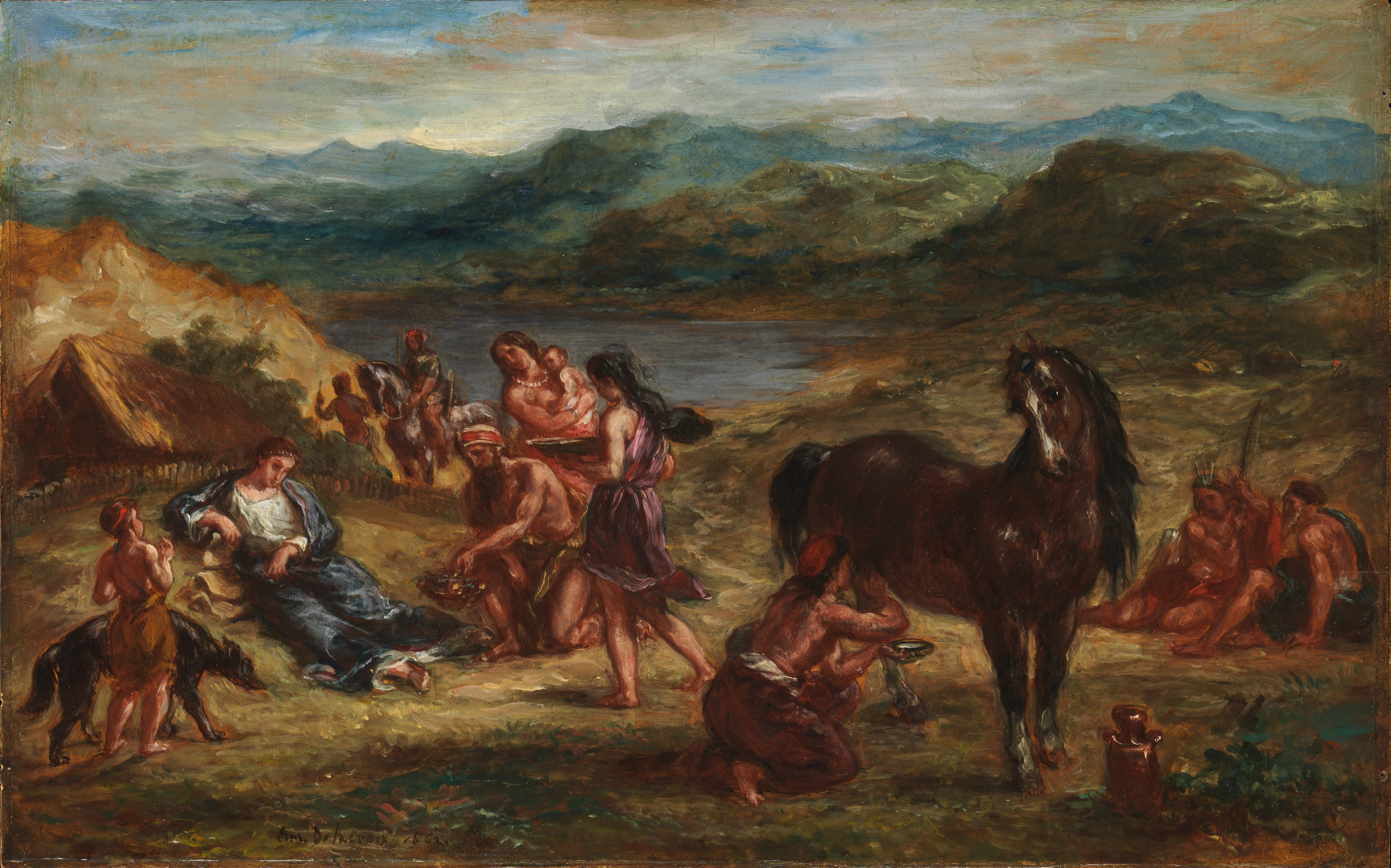
Pintura de Eugène Delacroix del poeta romano, Ovidio, en el exilio entre los escitas.